# Coronel Fabriciano
Coronel Fabriciano é um município brasileiro no interior do estado de Minas Gerais, Região Sudeste do país. Localiza-se no Vale do Rio Doce e pertence à Região Metropolitana do Vale do Aço, estando situado a cerca de 200 km a leste da capital do estado. Ocupa uma área de pouco mais de 220 km², sendo aproximadamente 16 km² em área urbana, e sua população foi estimada em 108 551 habitantes em 2024.
O começo do povoamento ocorreu em meados do século XIX, associado ao fluxo de tropeiros, levando à formação do primeiro povoado, na região do atual Melo Viana. Na década de 1920 a localidade passou a ser atendida pela EFVM e foi construída a Estação do Calado, ao redor da qual se estabeleceu o núcleo urbano que corresponde ao Centro de Fabriciano. O desenvolvimento observado em função das indústrias locais culminou na criação do município, emancipado de Antônio Dias em 1948. Sediou as usinas da Acesita e Usiminas, que foram essenciais para a evolução da cidade. Mas, com a emancipação de Timóteo e Ipatinga na década de 60, as empresas passaram a pertencer a estes municípios, respectivamente.
Tradições culturais como as marujadas, o artesanato e de celebrações religiosas como as festas de São Sebastião, da Semana Santa e de Corpus Christi se fazem presentes no município, bem como os monumentos de valor histórico e patrimonial da Igreja Matriz de São Sebastião, uma das primeiras igrejas da cidade, o Colégio Angélica, fundado em 1950 e cuja fachada preserva sua arquitetura original, e o Monumento Terra Mãe, marco zero fabricianense. Na Serra dos Cocais estão concentrados diversos atrativos naturais, a exemplo de cachoeiras e trilhas, que propiciam desde a simples visitação até a prática de esportes radicais.

## História

### Origens e povoamento
O desbravamento da região do atual município de Coronel Fabriciano teve início na segunda metade do século XVI. Expedições como a de Fernandes Tourinho, em 1572, seguiam pelos chamados Sertões do Rio Doce à procura de metais preciosos. O local se encontrava em uma via de escoamento das pedras preciosas extraídas na região central mineira, que ligava a Estrada Real ao litoral do Espírito Santo, no entanto o povoamento e a abertura de novas trilhas pela região do Vale do Rio Doce foram proibidos na primeira metade do século XVII, a fim de evitar o contrabando de ouro por meio do rio Doce e seus afluentes, como o Piracicaba.

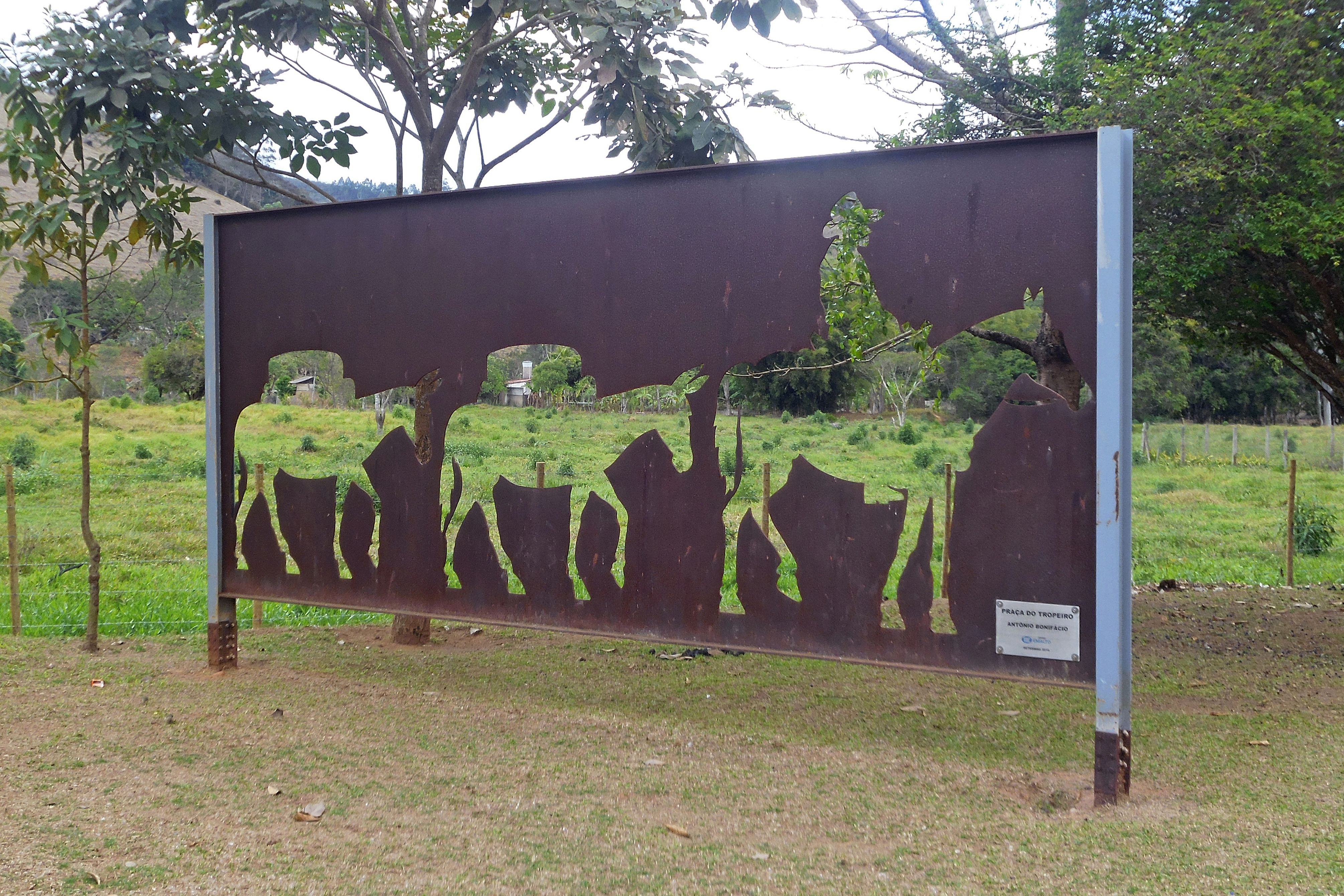
O Monumento ao Tropeiro (por Antônio Bonifácio) em Santa Vitória dos Cocais, doado pela Emalto em 2016, é uma referência aos tropeiros que atravessavam a área desde o século XIX.

O povoamento foi liberado em 1755, após Minas Gerais passar por um declínio na produção de ouro. Nesta mesma ocasião, foi aberta uma estrada ligando Vila Rica (atual Ouro Preto, então capital da Província de Minas Gerais) a Cuieté, visando ao transporte do ouro extraído na região do atual município de Conselheiro Pena, cujo metal viria a se esgotar após 1780. Associada ao fluxo do transporte pelos rios, a partir da existência dessa estrada é que surgiram os primeiros focos de colonizadores no interior do Vale do Rio Doce e por volta de 1800, estabeleceu-se em área fabricianense Francisco Rodrigues Franco. Na mesma ocasião, José Assis de Vasconcelos, oriundo de Santana do Alfié, tomou posse de terras nas proximidades do atual núcleo industrial da Usiminas.
Em 1825, uma estrada foi aberta por Guido Marlière ligando Antônio Dias ao rio Santo Antônio, nas proximidades de Naque, cruzando a Serra dos Cocais por onde depois surgiria o povoado de São José dos Cocais. Assim, o fluxo de tropeiros entre os povoamentos, intensificado ao longo do século XIX, que cruzavam a região vindos de Antônio Dias, Ferros, Santana do Paraíso, Mesquita e Joanésia, levou à formação de um pequeno aglomerado, mais tarde denominado Santo Antônio do Gambá, também conhecido como Santo Antônio de Piracicaba, no atual bairro Melo Viana. O firmamento de pequenos proprietários de terra implicou o desenvolvimento do povoamento em função da agropecuária. Em 11 de setembro de 1831, Francisco de Paula e Silva (conhecido por Chico Santa Maria, por ser natural de Santa Maria de Itabira) se estabeleceu juntamente com sua família e numerosos escravos nas proximidades do atual bairro Alegre, em Timóteo. Francisco desenvolveu a agricultura na região e sua propriedade servia como ponto de parada para os viajantes.
Francisco Romão era o encarregado pelo transporte de pessoas e mercadorias através dos rios Piracicaba, Doce e Santo Antônio, interligando São Domingos do Prata, Antônio Dias, Mesquita e Joanésia. Na foz do ribeirão Caladão, havia um movimento associado à presença de um pequeno porto, onde as mercadorias transportadas pela estrada embarcavam rumo às localidades vizinhas por meio do rio Piracicaba. O local passou a ser conhecido como Barra do Calado, devido à disposição entre os dois cursos hidrográficos, sendo o termo "Calado" uma provável referência ao silêncio necessário para não se chamar atenção de índios escondidos naquela área, ainda no século XIX. Também existe a hipótese de que o termo seja derivado do silêncio com que corriam as águas do ribeirão. Em 1919, João Teixeira Benevides trouxe de Ferros a primeira professora (sua sobrinha, Maria de Lourdes de Jesus) e doou terrenos para a construção da primeira escola, o primeiro cemitério e para a igreja de Santo Antônio de Piracicaba, observando-se nesta ocasião um crescimento do comércio e a formação do núcleo urbano.

### Desenvolvimento
Originalmente, a localidade fez parte da Vila de Itabira, criada em 1833 ao ser desmembrada de Caeté e elevada à condição de cidade em 1848, e em 1911 o povoamento passou a pertencer a Antônio Dias. Na década de 1920, após a retomada da construção da Estrada de Ferro Vitória a Minas (EFVM), paralisada em Belo Oriente, observou-se um desenvolvimento populacional em função do estabelecimento de trabalhadores incumbidos da obra, na Barra do Calado. Pela lei estadual nº 823, de 7 de setembro de 1923, houve a criação do distrito com a denominação de Melo Viana, tendo a sede em Santo Antônio de Piracicaba. O nome "Melo Viana" é uma referência ao ex-senador, secretário de interior e vice-presidente da república Fernando de Melo Viana. A Estação do Calado, por sua vez, foi inaugurada em 9 de junho de 1924.
Ao redor da estação, começaram a ser levantadas as primeiras moradias — pequenos barracos — do atual Centro de Fabriciano. No entanto, somente em 1928 é que foi construída a primeira edificação em alvenaria; o Sobrado dos Pereira, que ainda existe na esquina das atuais ruas Pedro Nolasco e Coronel Silvino Pereira. Configurou-se como a construção mais imponente da cidade até meados da década de 1940. Também em 1928, foi instalada a Escola Rural Mista, que foi a primeira escola regular, dirigida pela professora Mariana Roque Pires. Devido à distância até o terminal ferroviário, o Cartório do Melo Viana foi transferido para o Calado em 1933, alterando-se então a sede do distrito.

### Expansão econômica e emancipação

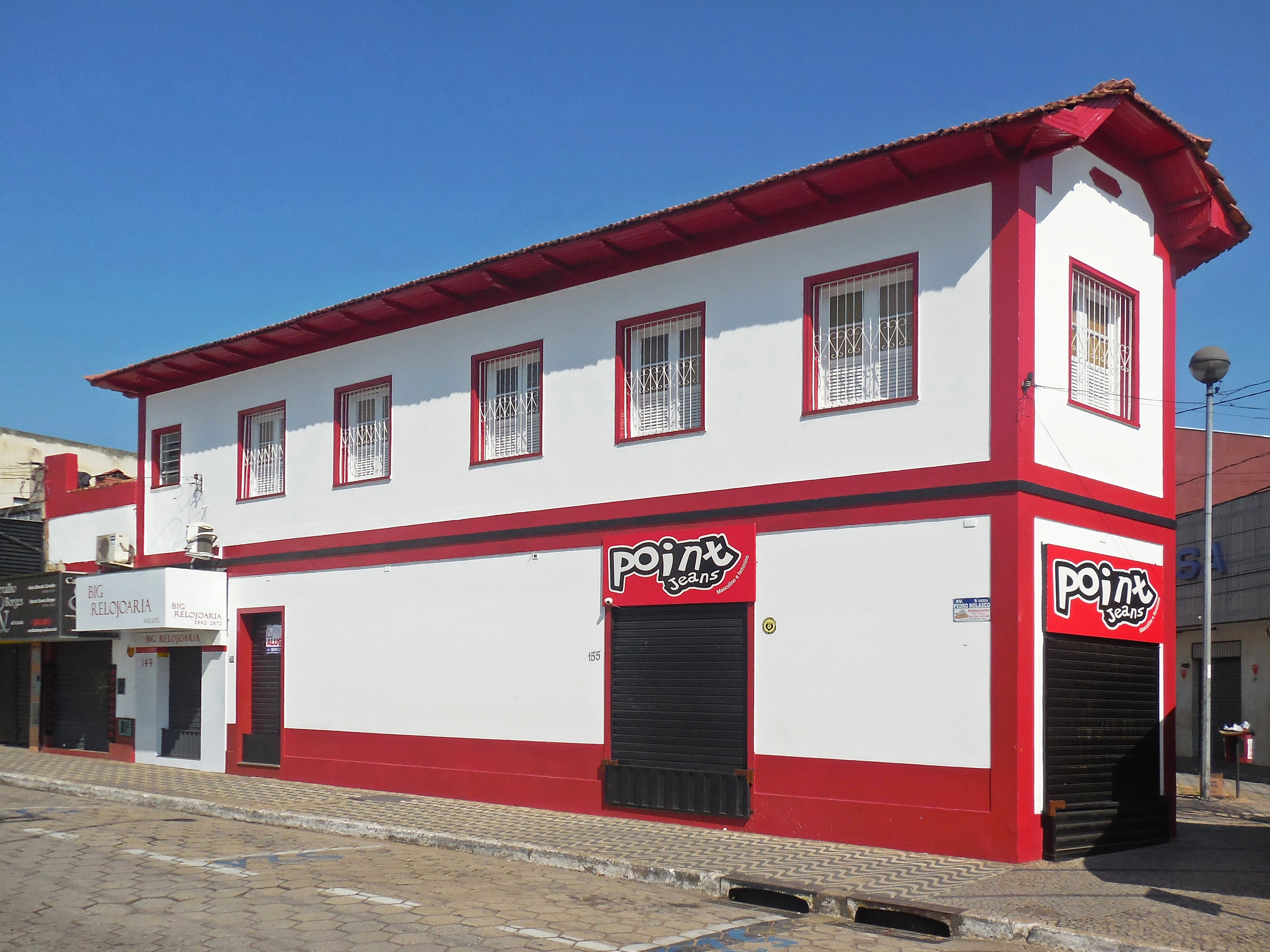
Sobrado dos Pereira, primeiro estabelecimento comercial e construção em alvenaria da cidade.

No começo da década de 1930, instalou-se no Calado um escritório da Companhia Siderúrgica Belgo-Mineira (atual ArcelorMittal Aços Longos), que buscava centralizar a exploração de madeira e produção de carvão da região do rio Doce com objetivo de alimentar os fornos de suas usinas em João Monlevade. A empresa foi a responsável pela abertura de ruas, construções de casas de alvenaria e estabelecimentos, bem como a instalação do Hospital Siderúrgica (atual Hospital Doutor José Maria Morais), que foi necessária devido à grande incidência de febre amarela e outras doenças tropicais.
Pelo decreto-lei estadual nº 88, de 30 de março de 1938, Melo Viana passou a denominar-se Coronel Fabriciano, perdendo espaço para a criação do distrito de Timóteo em 17 de dezembro do mesmo ano. Seu nome é uma homenagem a Fabriciano Felisberto Carvalho de Brito, que foi um dos políticos mais influentes de Antônio Dias, tendo recebido do então Imperador do Brasil Dom Pedro II, em 1888, o título de Tenente-coronel da Guarda Nacional para a Comarca de Piracicaba. Em 1944, instalou-se a Acesita (atual Aperam South America), impulsionando o crescimento populacional e econômico do lugar, e em 15 de agosto de 1948 houve a criação da Paróquia São Sebastião, primeira instituição religiosa do Vale do Aço. Dado o desenvolvimento e o anseio emancipacionista, pela lei estadual nº 336, de 27 de dezembro de 1948, decretada pelo então governador Milton Campos, Coronel Fabriciano deixou de pertencer a Antônio Dias e se emancipou, constituída pelos distritos de Barra Alegre, Coronel Fabriciano (sede) e Timóteo.
A instalação ocorreu em 1º de janeiro de 1949, quando foi realizada uma missa solene na Igreja Matriz de São Sebastião, que ainda estava em construção. O aniversário da cidade, no entanto, passou a ser comemorado em 20 de janeiro, em homenagem ao dia do padroeiro São Sebastião. No mesmo dia da instalação foi empossado o intendente Antônio Gonçalves Gravatá, com o objetivo de estruturar a administração do governo até a realização da primeira eleição, em março do mesmo ano. Dessa forma, em 15 de março de 1949, tomaram posse o primeiro prefeito eleito Rubem Siqueira Maia, seu vice-prefeito Silvino Pereira e os vereadores Nicanor Ataíde, Lauro Pereira, Ary Barros, José Anatólio Barbosa, Wenceslau Martins Araújo, Sebastião Mendes Araújo, José Paula Viana, Raimundo Martins Fraga e José Wilson Camargo.

### Configuração administrativa

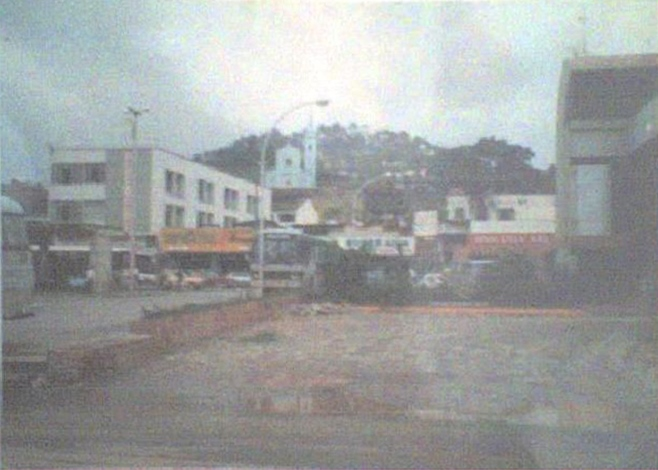
Vista do Centro a partir do Terminal Rodoviário em 1991

Pela lei estadual nº 1.039, de 12 de dezembro de 1953, houve a criação do distrito de Ipatinga e em 1955 foi instalada a Comarca de Coronel Fabriciano. Um novo núcleo industrial estava em formação com a construção da Usiminas, anunciada em 1956, no entanto a emancipação de Ipatinga e Timóteo foi decretada pela lei estadual nº 2.764, de 30 de dezembro de 1962, o que incluiu os territórios das indústrias. Os complexos industriais da Usiminas e Acesita passaram a pertencer a estes municípios, respectivamente, e pelo mesmo decreto Barra Alegre passou a fazer parte de Ipatinga e foi criado o distrito Senador Melo Viana. Vários trabalhadores das siderúrgicas, entretanto, continuaram a morar em Fabriciano, enquanto as receitas tributárias e a maior parte das ações sociais promovidas pelas indústrias eram destinadas às cidades vizinhas, que as sediam.
A expansão populacional implicou a formação de novos bairros e conjuntos habitacionais, principalmente entre as décadas de 1960 e 80, criados a partir de loteamentos de áreas que anteriormente eram ocupadas por sítios ou fazendas. Em 1969, instalou-se a Universidade do Trabalho (UT), atual Centro Universitário Católica do Leste de Minas Gerais (Unileste), constituindo um dos maiores núcleos universitários do leste mineiro, e em 1979, ocorreu o fechamento da Estação do Calado, devido ao crescimento urbano do Centro de Fabriciano. O terminal veio a ser demolido em 1982 e no local foi construído o atual Terminal Rodoviário, inaugurado no final da década de 80. A manutenção da atividade siderúrgica na vizinhança contribuiu para a formação da Região Metropolitana do Vale do Aço, que corresponde a um dos principais polos urbanos do estado, apesar de o comércio e a prestação de serviço terem se transformado nas principais fontes econômicas em Coronel Fabriciano.

## Geografia

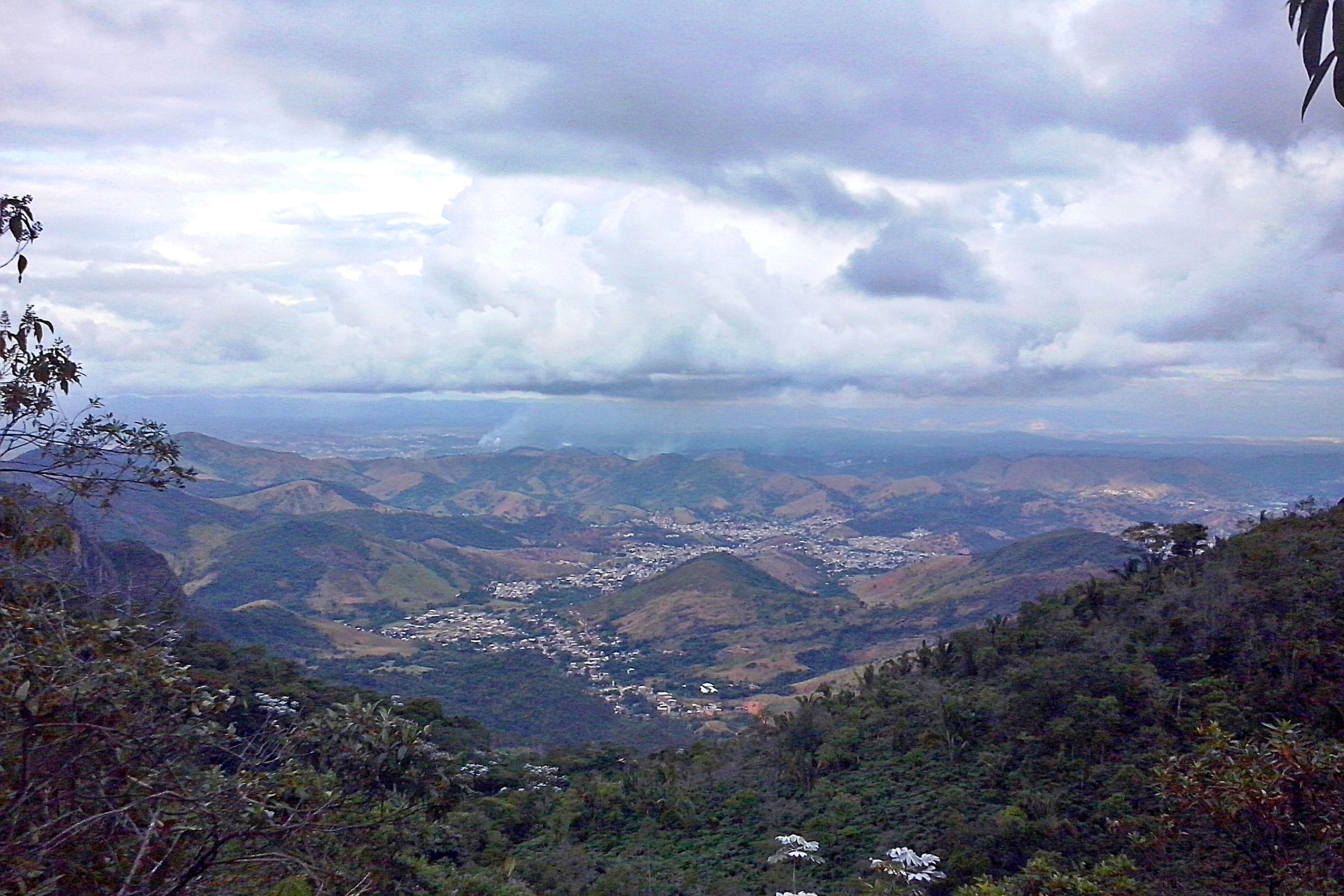
Vista da cidade a partir da Serra dos Cocais, com área de Mata Atlântica visível em primeiro plano.

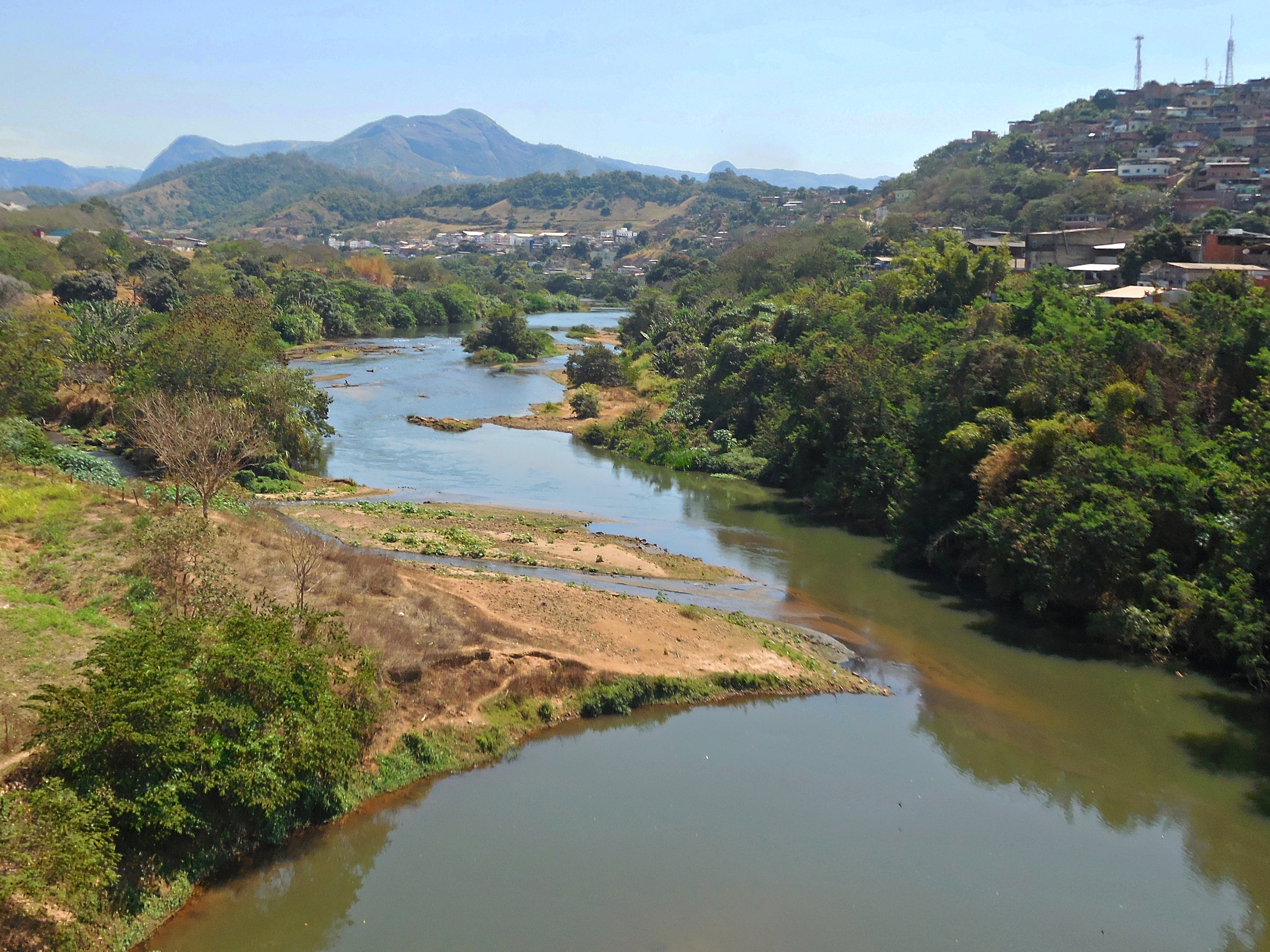
Rio Piracicaba entre Timóteo e Coronel Fabriciano

A área do município é de 221,252 km², representando 0,0377% do estado de Minas Gerais, 0,0239% da Região Sudeste do Brasil e 0,0026% de todo o território brasileiro. Desse total, 15,65 km² estão em área urbana. De acordo com a divisão regional vigente desde 2017, instituída pelo IBGE, o município pertence às Regiões Geográficas Intermediária e Imediata de Ipatinga. Até então, com a vigência das divisões em microrregiões e mesorregiões, fazia parte da microrregião de Ipatinga, que por sua vez estava incluída na mesorregião do Vale do Rio Doce.

### Relevo e hidrografia
O relevo do município é relativamente acidentado, sendo 80% do território fabricianense acidentado, enquanto que 15% são de terras onduladas e nos 5% restantes os terrenos são planos. As maiores elevações podem ser encontradas a norte, na região dos maciços da Serra dos Cocais, onde a altitude chega aos 1 260 metros. A Serra dos Cocais é a principal unidade geológica contida em Coronel Fabriciano e corresponde à zona rural municipal, onde a altitude média varia entre 500 e 800 metros e as terras são formadas por blocos contínuos de granito que sofreram interferência da pressão e temperatura em idade superior a 600 milhões de anos. Por outro lado, a altitude mínima do município é de 220 metros e pode ser notada no rio Piracicaba, a sul da cidade, enquanto que a sede se encontra a 250 metros.
Além da importância geológica, a Serra dos Cocais é considerada um divisor natural das bacias hidrográficas dos rios Piracicaba, Santo Antônio e Doce, abrigando também centenas de nascentes. O rio Piracicaba banha a cidade, na divisa com Timóteo, fazendo do município um integrante de sua sub-bacia que, por sua vez, está inserida na bacia do rio Doce. De forma geral, o território municipal é abrangido por três sub-bacias menores, cujos cursos principais correm para o rio Piracicaba, sendo elas a do ribeirão Cocais Pequeno, que tem 129 km² e se restringe à zona rural; do ribeirão Caladão (53 km²); e do ribeirão Caladinho (9 km²); das quais as duas últimas abrangem o perímetro urbano. Destes, os ribeirões Cocais Pequeno e Caladão nascem na Serra dos Cocais, mas o Caladão corta a cidade de norte a sul e, em seu trecho urbano, sofre gravemente com a degradação ambiental, principalmente com o despejo de lixo e esgoto, assoreamento e erosão, favorecendo a ocorrência de enchentes durante o período chuvoso. Além dos ribeirões Caladão e Caladinho, os córregos dos Camilos e São Domingos são leitos menores que cortam a zona urbana.

### Municípios limítrofes e região metropolitana
Coronel Fabriciano faz limites com os municípios de Joanésia e Mesquita a norte, Ferros a oeste, Antônio Dias a sudoeste, Ipatinga a leste e Timóteo a sul. O intenso crescimento da região tem tornado inefetivas as fronteiras políticas entre seus municípios, formando-se a Região Metropolitana do Vale do Aço (RMVA), envolvendo Coronel Fabriciano juntamente com Ipatinga, Santana do Paraíso e Timóteo, além dos outros 24 municípios que fazem parte do chamado colar metropolitano. O município, como vizinho das cidades que sediam grandes complexos industriais, tem um papel fundamental como cidade-dormitório para os municípios a seu redor, além de possuir um considerável potencial comercial. A região se tornou conhecida internacionalmente em virtude das grandes empresas que sedia, a exemplo da Cenibra (em Belo Oriente), Aperam South America (em Timóteo) e Usiminas (Ipatinga), todas com um considerável volume de produtos exportados, e apesar de seu povoamento recente, corresponde a um dos principais polos urbanos do interior do estado.

### Clima

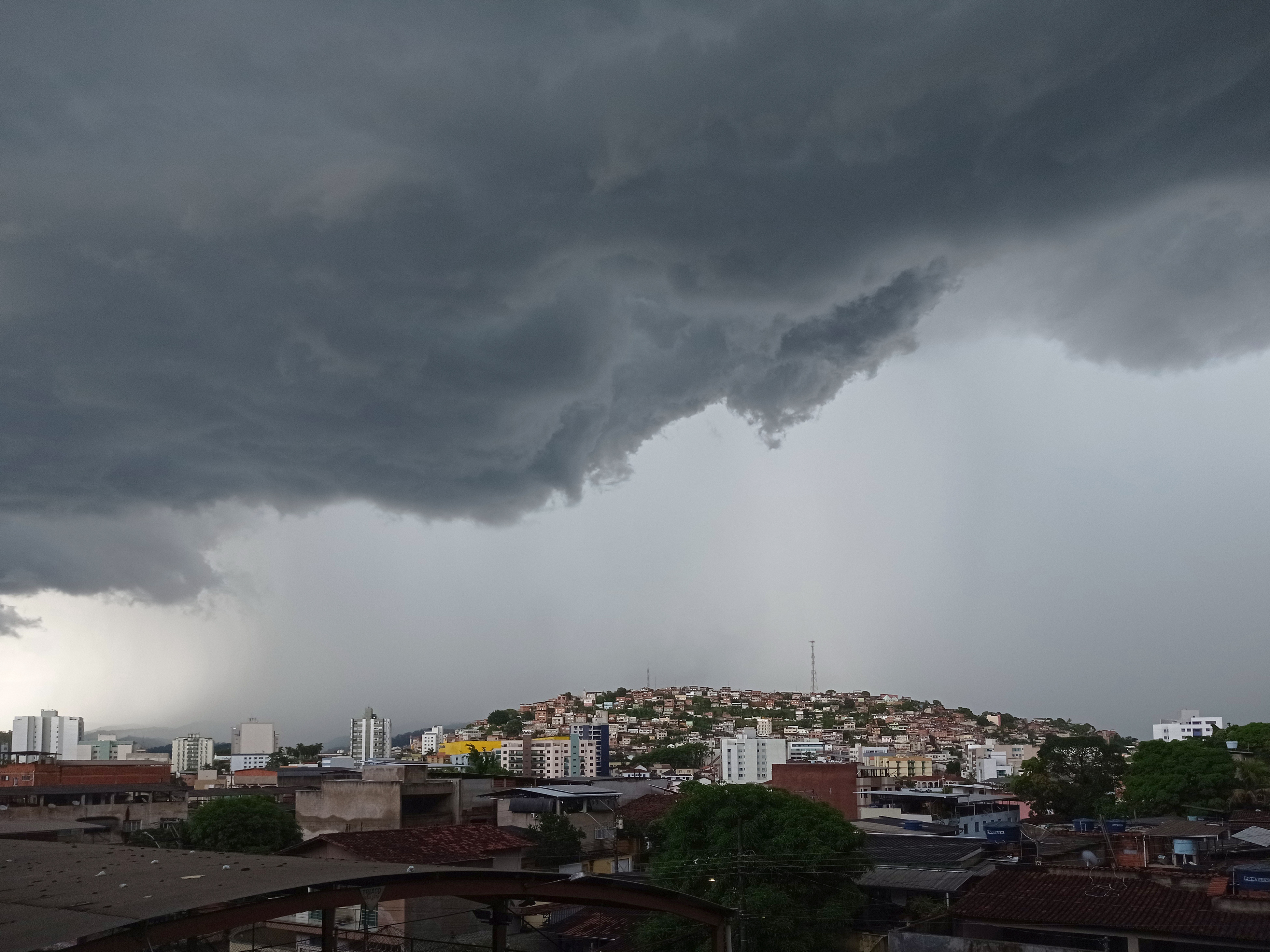
Tempestade se aproxima da cidade em uma tarde de verão

O clima fabricianense é caracterizado como tropical quente semiúmido (tipo Aw segundo Köppen), com temperatura média compensada anual de 23 °C e pluviosidade média de 1 415 mm/ano, concentrados entre os meses de outubro e abril. A estação chuvosa compreende os meses mais quentes, enquanto que a estação seca abrange os meses mornos. Outono e primavera, por sua vez, são estações de transição. As precipitações caem principalmente sob a forma de chuva e, esporadicamente, de granizo, podendo ainda vir acompanhadas de descargas elétricas e fortes rajadas de vento. A umidade do ar média anual é de 79%, porém baixos índices de umidade podem ser registrados durante a estação seca ou em longos veranicos. Nesses períodos, o ar seco em associação à poluição favorece a concentração de poluentes na atmosfera, contribuindo com a piora da qualidade do ar.
Segundo dados do Instituto Nacional de Meteorologia (INMET), referentes ao período de 1981 a 2002, a temperatura mínima absoluta registrada em Coronel Fabriciano foi de 3,6 °C em 11 de junho de 1985 e a maior atingiu 40 °C em 6 de fevereiro de 1998. O maior acumulado de precipitação chegou a 168,4 milímetros (mm) em 23 de março de 1991. Outros grandes acumulados (completando os cinco maiores) foram 154,6 mm em 8 de dezembro de 1985, 152 mm em 6 de abril de 1984, 120,7 mm em 2 de novembro de 1992 e 103 mm em 9 de fevereiro de 2000. Depois desse período, uma estação meteorológica particular cadastrada pelo Weather Wunderground aferiu um recorde de temperatura de 43,3 °C em 13 de novembro de 2023 e o maior acumulado de chuva em 24 horas chegou a 172 mm em 25 de janeiro de 2020.
| Dados climatológicos para Coronel Fabriciano                                                                              | Dados climatológicos para Coronel Fabriciano | Dados climatológicos para Coronel Fabriciano | Dados climatológicos para Coronel Fabriciano | Dados climatológicos para Coronel Fabriciano | Dados climatológicos para Coronel Fabriciano | Dados climatológicos para Coronel Fabriciano | Dados climatológicos para Coronel Fabriciano | Dados climatológicos para Coronel Fabriciano | Dados climatológicos para Coronel Fabriciano | Dados climatológicos para Coronel Fabriciano | Dados climatológicos para Coronel Fabriciano | Dados climatológicos para Coronel Fabriciano | Dados climatológicos para Coronel Fabriciano |
| Mês | Jan                                          | Fev                                          | Mar                                          | Abr                                          | Mai                                          | Jun                                          | Jul                                          | Ago                                          | Set                                          | Out                                          | Nov                                          | Dez                                          | Ano                                          |
| --- | -------------------------------------------- | -------------------------------------------- | -------------------------------------------- | -------------------------------------------- | -------------------------------------------- | -------------------------------------------- | -------------------------------------------- | -------------------------------------------- | -------------------------------------------- | -------------------------------------------- | -------------------------------------------- | -------------------------------------------- | -------------------------------------------- |
| Temperatura máxima recorde (°C)                                                                                           | 39,4                                         | 40                                           | 37                                           | 36,6                                         | 36                                           | 32,6                                         | 35,8                                         | 35                                           | 38,4                                         | 39,8                                         | 38,6                                         | 38                                           | 40                                           |
| Temperatura máxima média (°C)                                                                                             | 32,3                                         | 33                                           | 32,3                                         | 31                                           | 29                                           | 27,9                                         | 28,1                                         | 28,6                                         | 29,6                                         | 30,1                                         | 30,9                                         | 31,2                                         | 30,3                                         |
| Temperatura média compensada (°C)                                                                                         | 25,3                                         | 25,5                                         | 25                                           | 23,5                                         | 21,4                                         | 19,5                                         | 19,1                                         | 19,9                                         | 22                                           | 23,3                                         | 24,2                                         | 24,7                                         | 22,8                                         |
| Temperatura mínima média (°C)                                                                                             | 20,6                                         | 20,5                                         | 20,1                                         | 18,5                                         | 16,2                                         | 14,1                                         | 13,1                                         | 13,9                                         | 16,4                                         | 18,6                                         | 19,4                                         | 20,2                                         | 17,6                                         |
| Temperatura mínima recorde (°C)                                                                                           | 16                                           | 15,6                                         | 14,4                                         | 11,8                                         | 6,8                                          | 3,6                                          | 6,4                                          | 5,4                                          | 8                                            | 12,6                                         | 13                                           | 15,2                                         | 3,6                                          |
| Precipitação (mm) | 239,8                                        | 137,1                                        | 162,5                                        | 66,6                                         | 40,6                                         | 15,2                                         | 7,4                                          | 18,1                                         | 48,7                                         | 108                                          | 258,1                                        | 312,8                                        | 1 414,9                                      |
| Dias com precipitação (≥ 1 mm)                                                                                            | 13                                           | 8                                            | 10                                           | 6                                            | 5                                            | 3                                            | 2                                            | 2                                            | 5                                            | 8                                            | 14                                           | 16                                           | 92                                           |
| Umidade relativa compensada (%)                                                                                           | 80                                           | 77,8                                         | 79,8                                         | 81,1                                         | 82,2                                         | 82,4                                         | 79,2                                         | 76,3                                         | 74,5                                         | 75,5                                         | 79,9                                         | 81,3                                         | 79,2                                         |
| Fonte: Instituto Nacional de Meteorologia (INMET) — normal climatológica de 1981–2010; recordes de temperatura: 1981–2002 |                                              |                                              |                                              |                                              |                                              |                                              |                                              |                                              |                                              |                                              |                                              |                                              |                                              |

### Ecologia e meio ambiente

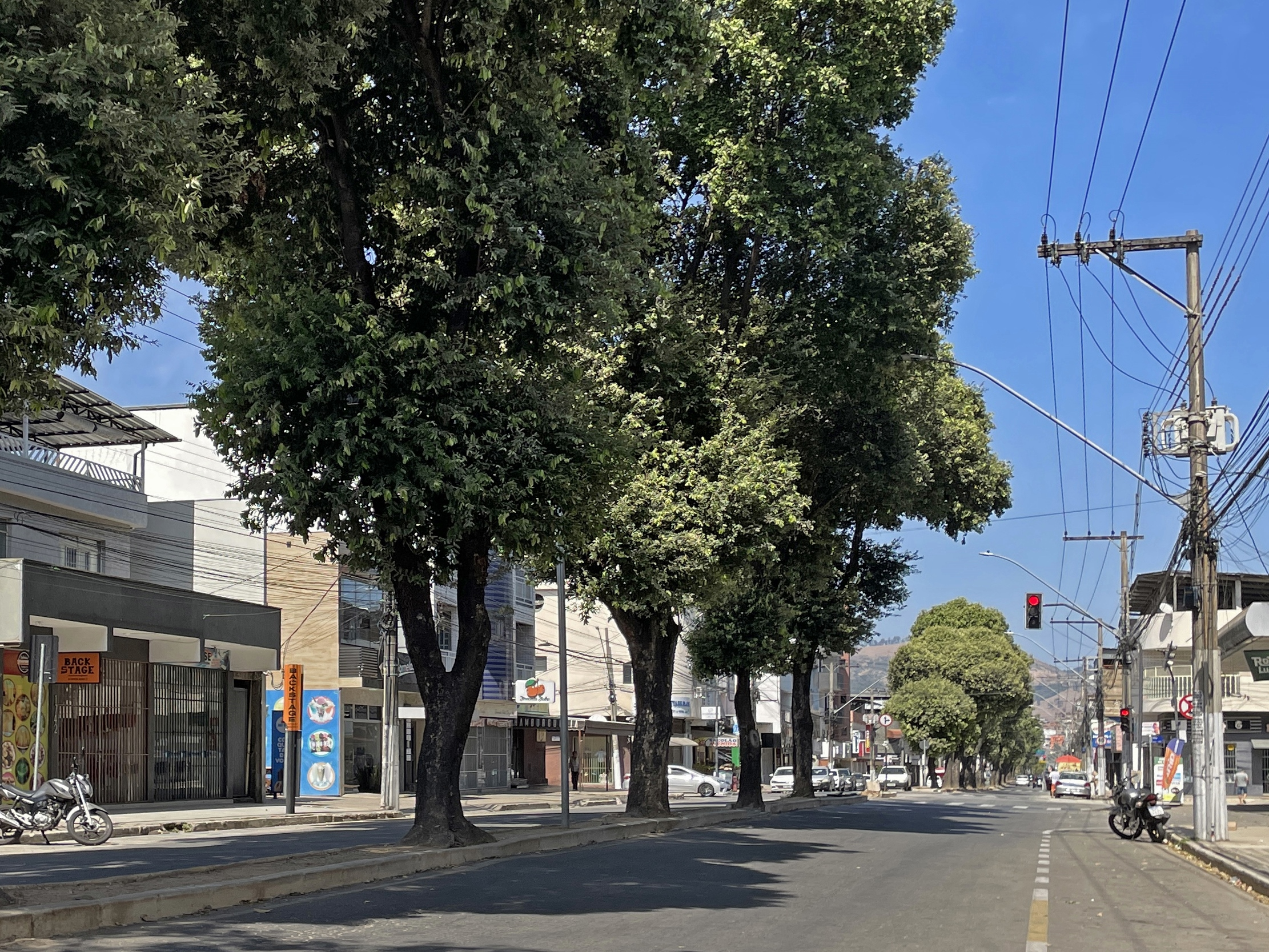
Oitis na Avenida Magalhães Pinto, no distrito Senador Melo Viana.

A vegetação nativa pertence ao domínio florestal Atlântico (Mata Atlântica), porém a monocultura de reflorestamento com eucalipto ocupa área maior que o bioma original, tendo como finalidades a produção de matéria-prima para a fábrica de celulose da Cenibra e a produção de carvão vegetal para as siderúrgicas locais, como a Aperam South America e a Usiminas. Em 2009, os plantios de eucalipto ocupavam 13 129,08 hectares ou 59,13% da área de Coronel Fabriciano. Neste mesmo ano, 50,1 hectares (0,23%) eram cobertos por cursos hídricos e 1 246,78 hectares (5,61%) eram áreas urbanizadas.
Em meio às áreas reflorestadas e desmatadas, ainda são encontradas algumas diversidades em ilhas não devastadas, como espécies de bromélias e orquídeas, além da palmeira-indaiá, ipê, embaúbas, quaresmeiras e samambaias, dentre outras. Na época das secas (abril–outubro) é comum o amarelamento de áreas com muito mato e poucas árvores, devido à escassez de chuva. Na fauna, por seu turno, também podem ser observadas espécies típicas de áreas do domínio da Mata Atlântica, bem como em várias regiões do próprio estado de Minas Gerais, a exemplo do jacu; aves de rapina, como o gavião e o carcará; mamíferos como o macaco-da-cara-branca; além de algumas espécies de serpentes.
Coronel Fabriciano conta com três áreas de proteção ambiental (APAs), sendo elas a APA Serra dos Cocais, a APA do Recanto Verde e a APA Mata da Biquinha. Parte das áreas de preservação locais, no entanto, é usada para pastagens ou cultivo de eucalipto. A arborização urbana, por sua vez, é considerável, porém há carência de áreas verdes na cidade. De cerca de 50 praças e espaços de convivência existentes, poucos cumprem a função de área verde.

#### Problemas ambientais

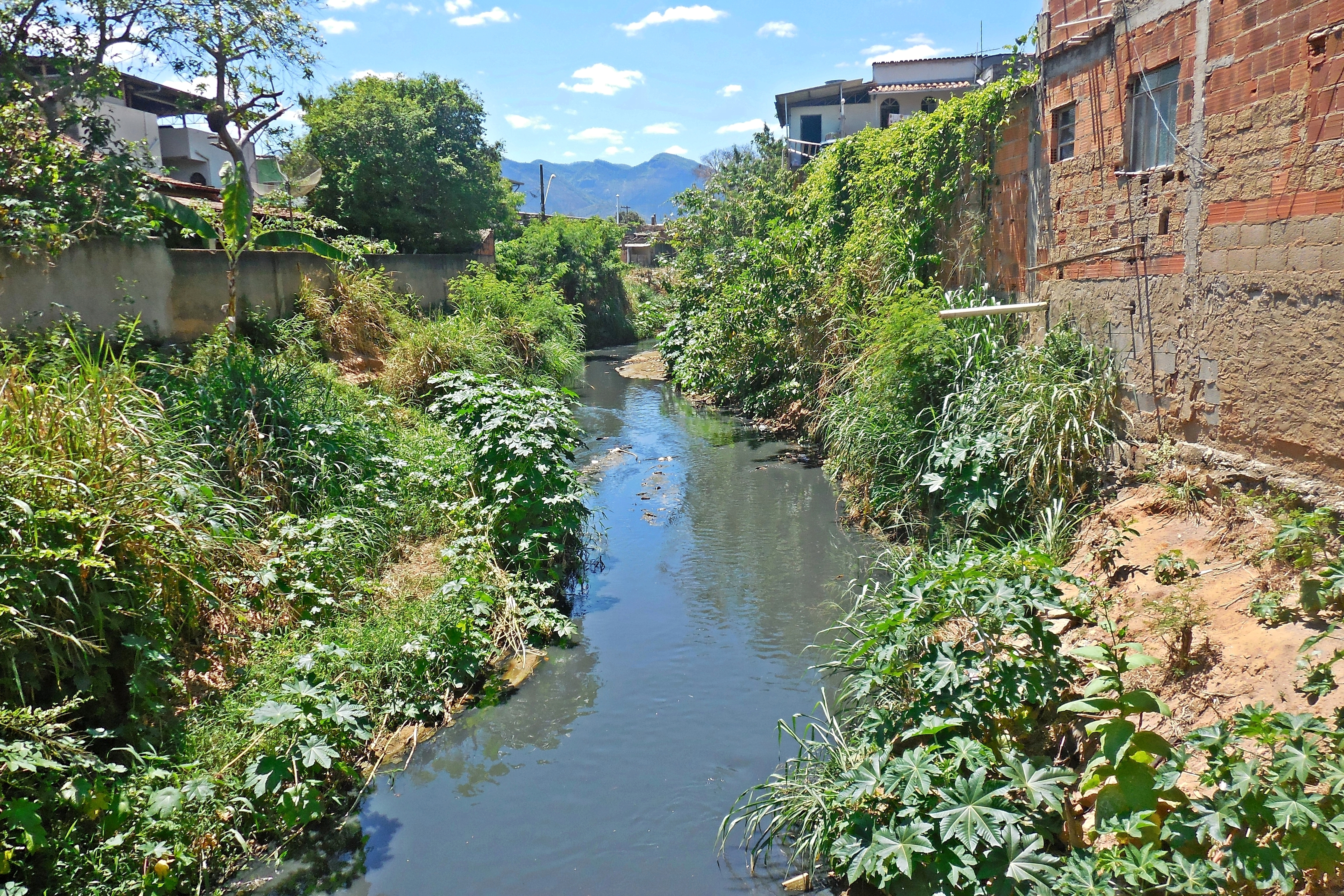
Águas escuras do ribeirão Caladão em meio a habitações, entre os bairros Melo Viana e JK.

Alguns dos principais problemas ambientais que a cidade sofre são as enchentes, que no período chuvoso provocam grandes estragos nas áreas mais baixas e populosas, e os deslizamentos de terra nos morros e encostas. As causas destes problemas muitas vezes são as construções de residências em encostas de morros e áreas de risco, além do lixo e do esgoto despejado nos córregos e ribeirões. O esgoto produzido na cidade também era liberado diretamente para os cursos hídricos que cortam o perímetro urbano, porém uma estação de tratamento de águas residuais foi inaugurada em Timóteo em setembro de 2019, com a intenção de atender parcialmente às duas cidades.
As queimadas florestais destroem a mata nativa, comprometendo a qualidade do solo e prejudicando ainda a qualidade do ar, sendo que já há uma grande concentração de poluentes devido aos gases emitidos pelas usinas do Vale do Aço. A topografia do município contribui com o acúmulo de contaminantes no ar, em especial nos meses mais secos, quando são registradas baixas temperaturas e índices de umidade relativa do ar insatisfatórios, elevando a incidência de doenças respiratórias nessa época do ano. Todavia, a maior fonte de poluição gerada na cidade é oriunda do fluxo de veículos.
Em contrapartida, recorrentemente são feitos incentivos ao plantio de árvores na zona urbana e campanhas de conscientização ecológica nas escolas, além de ações de preservação de nascentes. Exercícios preventivos da Defesa Civil incluem o monitoramento de áreas sujeitas a deslizamentos de terra e a notificação de moradores em caso de corte irregular de terra. Em relação às inundações, a prefeitura efetua o desassoreamento e limpeza dos leitos dos rios, de modo a permitir o devido escoamento da água das chuvas. Também há um projeto de preservação de nascentes criado pela administração municipal, que envolve o cadastro dessas fontes de água em parceria com moradores e organizações não governamentais (ONGs).

## Demografia
Em 2022, a população era de 104 736 habitantes pelo censo daquele ano, realizado pelo Instituto Brasileiro de Geografia e Estatística (IBGE). Do total, 49 930 habitantes eram homens (47,67%) e 54 806 habitantes eram mulheres (52,33%). Ainda segundo o mesmo censo, 102 795 habitantes viviam na zona urbana (98,15%) e 1 941 na zona rural (1,85%).
Da população total em 2022, 19 440 habitantes (18,56%) tinham menos de 15 anos de idade, 14 441 (13,79%) tinham de 15 a 24 anos, 22 809 (21,78%) tinham de 25 a 39 anos, 34 999 (33,40%) tinham de 40 a 64 anos e 13 047 (12,47%) possuíam 65 anos ou mais. Em 2010, a esperança de vida ao nascer era de 76,9 anos e a taxa de fecundidade total por mulher era de 1,9.
De acordo com o IBGE em 2022, havia 58 437 habitantes no distrito-sede (55,79% da população municipal), enquanto que 46 299 habitantes moravam no distrito Senador Melo Viana (44,21% do total). Cabe ressaltar que, por causa da pouca disponibilidade de lotes e imóveis à venda na área central da cidade e dos problemas de trânsito e falta de estacionamento, foi registrada uma migração dos investidores comerciais e residenciais para os bairros do distrito Senador Melo Viana.

### Pobreza e desigualdade

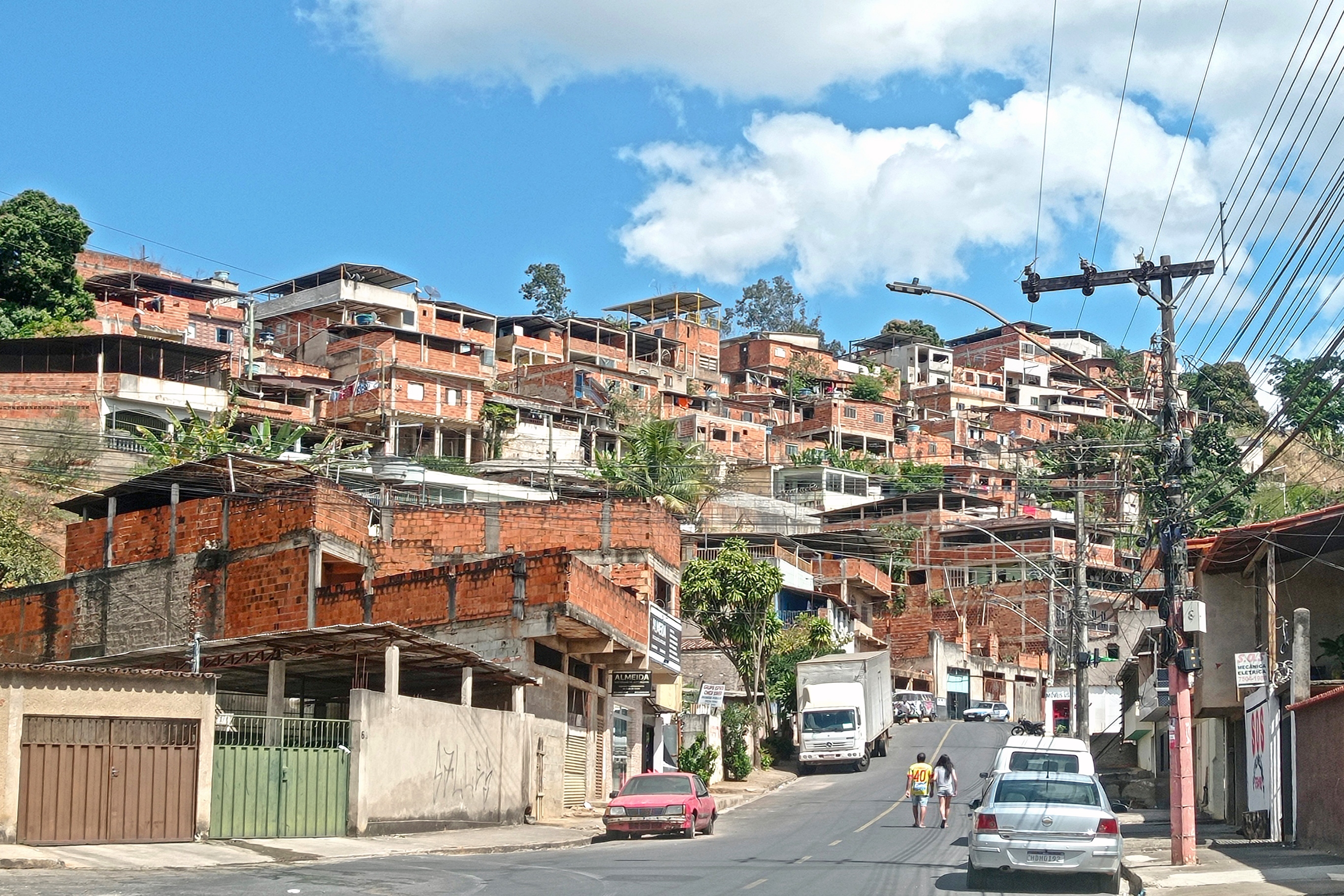
Habitações com falta de reboco externo no Morro Padre Rocha, uma das favelas e comunidades urbanas da cidade, no bairro São Domingos.

O Índice de Desenvolvimento Humano Municipal (IDH-M) de Coronel Fabriciano é considerado alto pelo Programa das Nações Unidas para o Desenvolvimento (PNUD), sendo que seu valor é de 0,755 (o 453º maior do Brasil e o 35º maior de todo o estado de Minas Gerais). A cidade possui a maioria dos indicadores próximos à média nacional segundo o PNUD. Considerando-se apenas o índice de educação o valor é de 0,696, o valor do índice de longevidade é de 0,865 e o de renda é de 0,715.
De 2000 a 2010, a proporção de pessoas com renda domiciliar per capita de até meio salário mínimo reduziu em 56,2% e em 2010, 91,2% da população vivia acima da linha de pobreza, 5,5% encontrava-se na linha da pobreza e 3,3% estava abaixo e o coeficiente de Gini, que mede a desigualdade social, era de 0,498, sendo que 1,00 é o pior número e 0,00 é o melhor. A participação dos 20% da população mais rica da cidade no rendimento total municipal era de 53,7%, ou seja, 13 vezes superior à dos 20% mais pobres, que era de 4,2%. Em 2022, cerca de 20% da população vivia em favelas e comunidades urbanas, sendo a segunda maior parcela de habitantes vivendo nessas condições dentre os municípios mineiros, atrás apenas de Além Paraíba. Em 2024, segundo cadastro da prefeitura, também havia 91 moradores de rua.
Na época da implantação das grandes siderúrgicas na cidade houve um grande crescimento populacional desordenado na região e em 1964 os municípios de Ipatinga e Timóteo se desmembraram, o que incluiu os territórios das indústrias. Vários trabalhadores dessas empresas, entretanto, continuaram a morar em Coronel Fabriciano, enquanto as receitas de impostos e a maior parte das ações sociais promovidas pelas indústrias foram destinadas às cidades vizinhas, que as sediavam. A partir disso, Fabriciano ficou carente de recursos e estrutura para promover as políticas públicas necessárias. O crescimento urbano do município não foi acompanhado pelo desenvolvimento econômico e social que fosse capaz de suprir às necessidades da população e projetos de expansão das empresas podem acarretar novas ondas de desenvolvimento sem distribuição.
A prefeitura mantém projetos habitacionais, de regularização fundiária e de aquisição de lotes, realizados através da participação popular. Entre 2018 e 2019 também foram iniciadas as obras de 788 unidades habitacionais, sendo 500 no bairro São Vicente e 288 no Contente. Por parte da iniciativa privada, a Associação Solidariedade Brasil-Togo (ASBT), entidade social criada em 2001, foi a responsável por realizar serviços sociais destinados a comunidades carentes, além de desenvolver projetos de reformas de moradias através de parcerias com o Unileste. Em 2021, por exemplo, pelo menos 35 famílias do Morro do Tomate foram beneficiadas com projetos de melhoria habitacional a partir de um convênio com a universidade.

### Etnias e religião

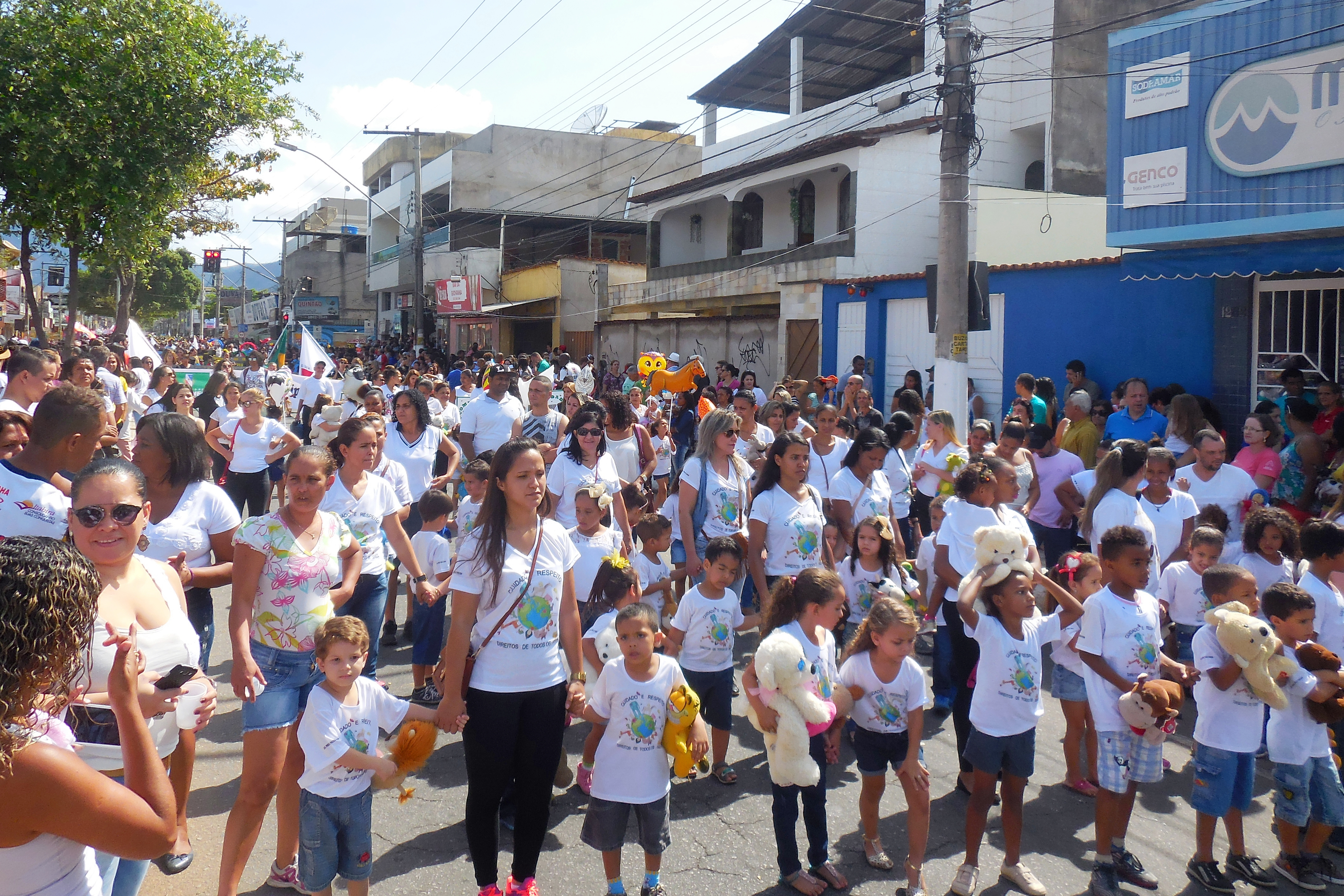
Amostragem de alunos e professores de escolas públicas em um desfile do Dia da Independência

Em 2022, a população era composta por 57 076 pardos (54,50%), 34 481 brancos (32,92%), 13 016 negros (12,43%), 125 amarelos (0,12%) e 38 indígenas (0,04%). Em 2010, considerando-se a região de nascimento, 101 263 eram nascidos no Sudeste (97,66%), 1 529 no Nordeste (1,47%), 247 no Centro-Oeste (0,24%), 149 no Sul (0,14%) e 144 no Norte (0,14%). 98 223 habitantes eram naturais do estado de Minas Gerais (94,72%) e, desse total, 57 013 eram nascidos em Coronel Fabriciano (54,98%). Entre os 5 471 naturais de outras unidades da federação, o Espírito Santo era o estado com maior presença, com 1 562 pessoas (1,51%), seguido por São Paulo, com 1 023 residentes (0,99%), e pela Bahia, com 759 habitantes residentes no município (0,73%).
De acordo com dados do censo de 2022, a população municipal com dez anos de idade ou mais está composta por 42 806 católicos (46,5% do total), 37 777 evangélicos (41,04%), 8 038 pessoas sem religião (8,73%), 630 espíritas (0,68%) e os 3,05% restantes estavam divididos entre outras religiões. No município podem ser encontrados serviços sociais prestados tanto pela Igreja Católica quanto pelas evangélicas, que vão desde a assistência religiosa e social até a manutenção de creches e escolas, além de incentivos ao enfrentamento às drogas.

A Catedral de São Sebastião, cossede diocesana, em 2015.

Segundo a divisão vigente pela Igreja Católica, o município está situado na Diocese de Itabira-Fabriciano, da qual é a cossede desde 1º de junho de 1979, ao lado de Itabira como sé diocesana. A Catedral de São Sebastião, que está localizada no bairro Santa Helena, representa o título de co-catedral da circunscrição e é também um dos principais monumentos religiosos da cidade. Coronel Fabriciano sedia quatro paróquias católicas, sendo elas: Nossa Senhora de Fátima, Santo Antônio, São Francisco Xavier e São Sebastião (cossede), que por sua vez são compostas por dezenas de comunidades distribuídas pelos bairros.
Assim como a catedral, destacam-se, por valor histórico ou cultural, outros monumentos ligados diretamente com o catolicismo, como a Igreja Matriz, o Santuário Nossa Senhora da Piedade e o Colégio Angélica, além das manifestações tradicionais ligadas ao calendário religioso. O Carmelo da Santíssima Trindade está situado no bairro Contente e abriga as religiosas que vivem conforme a Ordem Carmelita, com atuação contemplativa e que consiste na oração e na imolação com a Igreja e pela Igreja, excluindo qualquer forma de apostolado ativo. Vários bairros do município também têm nomes ligados à religiosidade católica, como Bom Jesus, Nossa Senhora do Carmo, Santa Inês, Santa Terezinha, Santo Antônio, São Cristóvão e São Domingos.

## Política e administração

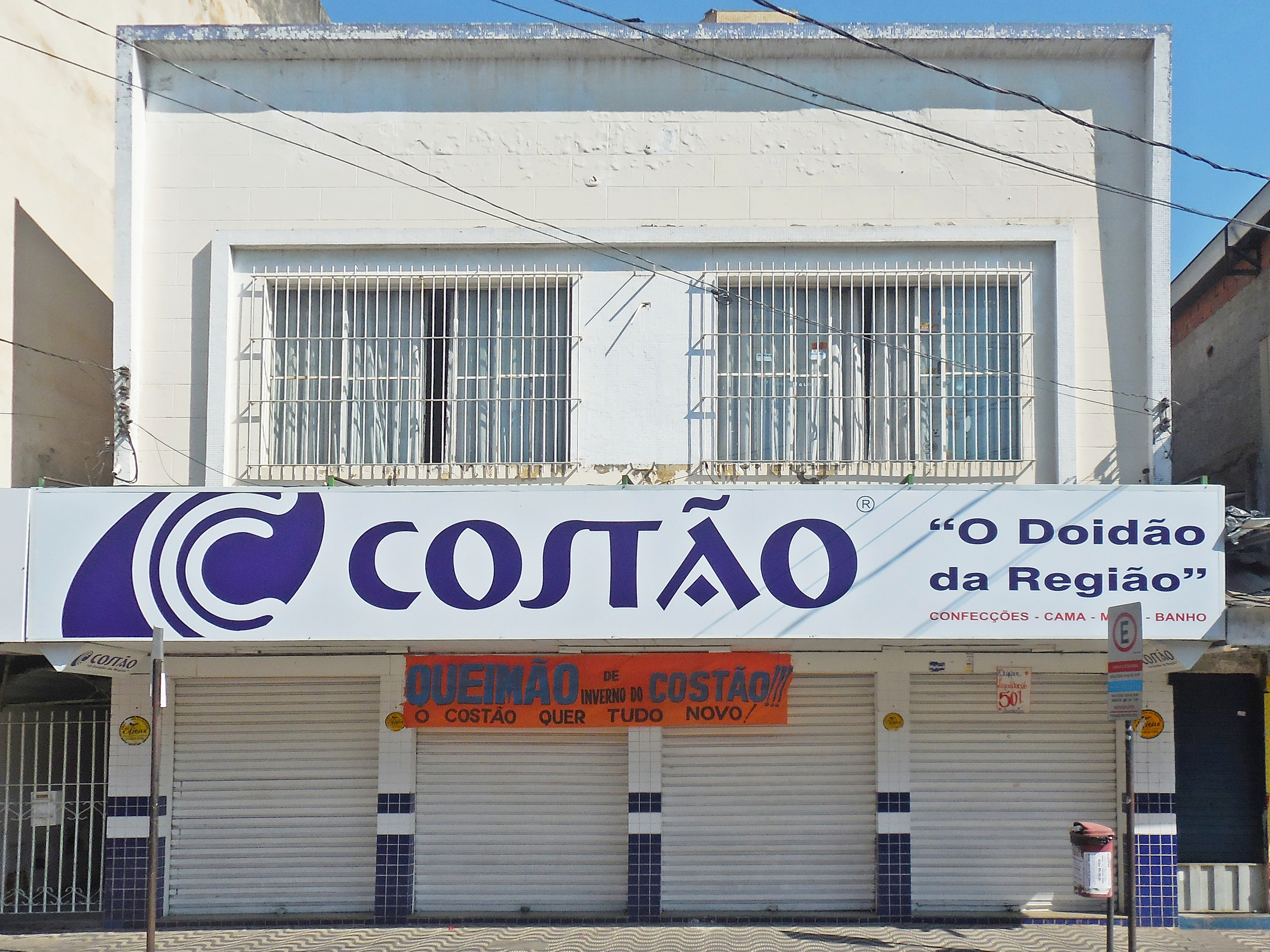
Casa São Geraldo, na Rua Pedro Nolasco, utilizada pela loja "Costão" em 2017: prédio onde funcionou a primeira sede da prefeitura.

A administração municipal se dá pelos Poderes Executivo e Legislativo. O Executivo é exercido pelo prefeito, auxiliado pelo seu gabinete de secretários. O primeiro representante do Executivo municipal foi o intendente Antônio Gonçalves Gravatá, que foi nomeado interinamente após a instalação do município em 1º de janeiro de 1949 e exerceu o cargo até a realização da primeira eleição municipal, em março do mesmo ano, quando foi eleito Rubem Siqueira Maia. O prefeito que venceu as eleições municipais de 2024 foi Sadi Lucca, eleito pelo Partido Liberal (PL) com 68,52% dos votos válidos, ao lado de Ricardo Cacau (NOVO) como vice-prefeito. O Poder Legislativo, por sua vez, é constituído pela câmara municipal, composta por dezessete vereadores. Cabe à casa elaborar e votar leis fundamentais à administração e ao Executivo, especialmente o orçamento participativo (lei de diretrizes orçamentárias).
Em complementação ao processo legislativo e ao trabalho das secretarias, existem também conselhos municipais em atividade, entre os quais direitos da criança e do adolescente (criado em 1991), tutelar (1997), direitos do idoso (2006), direitos da pessoa com deficiência (2007) e políticas para mulheres (2003). Coronel Fabriciano se rege por sua lei orgânica, promulgada em 7 de setembro de 1990, e abriga uma comarca do Poder Judiciário estadual, de entrância especial, que funciona no Fórum Dr. Orlando Milanez, tendo como termo o município de Antônio Dias. O município possuía, em setembro de 2024, 81 940 eleitores, de acordo com o Tribunal Superior Eleitoral (TSE).

## Subdivisões

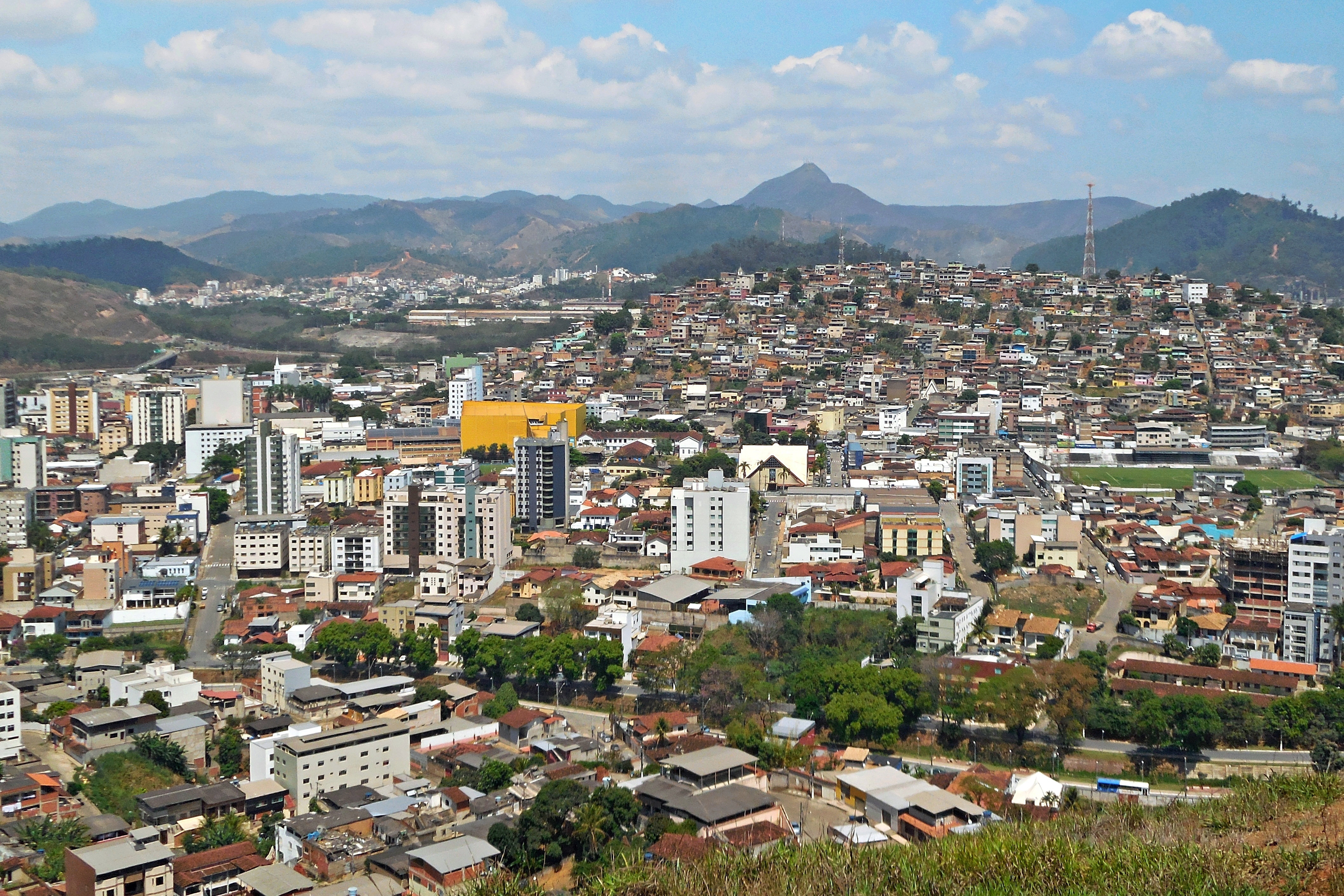
Vista da região central da cidade a partir do bairro Santa Terezinha. Em segundo plano à direita o Morro do Carmo e ao fundo o município de Timóteo.

O município de Coronel Fabriciano é composto pelo distrito-sede, que abrange toda a zona rural e a parte sul do perímetro urbano, e pelo distrito Senador Melo Viana, que corresponde à parte norte da zona urbana. A área total da sede é de 175,2 km², ao mesmo tempo que Senador Melo Viana possui 46,88 km².
Quando emancipado de Antônio Dias, em 27 de dezembro de 1948, o município era formado pelos distritos Barra Alegre, Coronel Fabriciano (sede) e Timóteo. Em 1953, foi criado o distrito de Ipatinga e no final da década de 1950 houve a elaboração de um projeto de lei propondo a elevação do território do atual Senador Melo Viana à categoria de município. A área pretendida englobava toda a parte norte da zona urbana até o traçado feito pela Avenida Tancredo Neves, que corta a cidade pelos bairros Caladinho, Bom Jesus e Todos os Santos. Esse projeto chegou a ser registrado na Secretaria de Interior de Minas Gerais, porém não obteve o resultado desejado, tendo conquistado apenas a criação do distrito pela lei estadual nº 2.764, de 30 de dezembro de 1962. Mediante este mesmo decreto, Ipatinga e Timóteo se emanciparam e Barra Alegre passou a fazer parte de Ipatinga.
Em 2020, segundo o sistema de geoprocessamento da prefeitura, a cidade era composta por 68 bairros oficiais, além de loteamentos recentes, bairros não oficiais e localidades rurais situadas na Serra dos Cocais. O município é dividido em sete "setores de planejamento" pela prefeitura com intuito administrativo, mas vale ressaltar que o Setor 7 corresponde à zona rural, onde não há divisão em bairros. Nesse caso há os povoados de Santa Vitória dos Cocais e São José dos Cocais, além das comunidades Barra de Nova Estrela, Córrego do Cristal,  Córrego do Sóter, Córrego dos Avelino, Córrego dos Bertoldo, Córrego dos Cedro, Córrego dos Germano, Córrego dos Machado, Córrego dos Pinto, Córrego dos Vieira, Córrego Timirim, Gouveia, Mandioca Assada e Nova Estrela.
De acordo com o censo 2022 do IBGE, os três bairros mais populosos de Fabriciano eram o Amaro Lanari (com 6 629 habitantes), o Morada do Vale (4 965 habitantes) e o Santa Cruz (4 948 habitantes). Em contraste com o segundo e terceiro colocados, o Amaro Lanari é um dos poucos bairros planejados da cidade, tendo sido projetado pela Usiminas para abrigar os trabalhadores desta empresa. Até a década de 1960, parte das terras fabricianenses (onde atualmente estão bairros como Giovannini, Júlia Kubitschek, São Domingos, Bom Jesus e Santa Cruz) pertencia à Arquidiocese de Mariana, porém com o passar do tempo essas áreas foram vendidas, doadas ou compradas e, posteriormente, loteadas e ocupadas.

## Economia

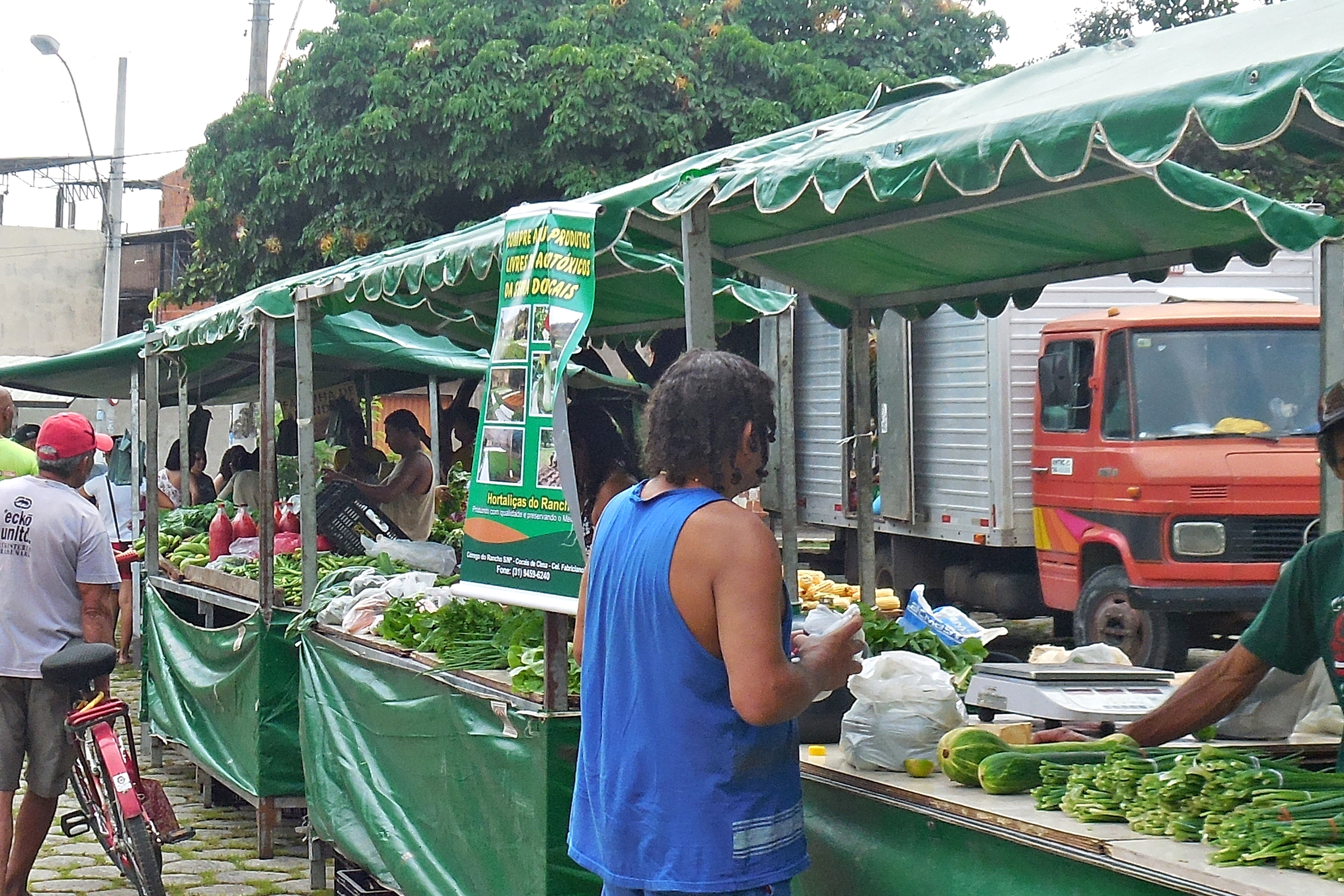
Produtos da Serra dos Cocais sendo comercializados na Feira Popular da Praça da Bíblia, no Surinan.

No Produto Interno Bruto (PIB) de Coronel Fabriciano, destaca-se a área de prestação de serviços. De acordo com dados do IBGE, relativos a 2021, o PIB a preços recorrentes do município era de R$ 1 996 018,74 mil. Desse total, 202 271,50 mil eram de impostos sobre produtos líquidos de subsídios e o PIB per capita era de R$ 18 029,42 mil. Em 2010, 63,86% da população maior de 18 anos era economicamente ativa, enquanto que a taxa de desocupação era de 9,98%. Cabe ressaltar, no entanto, que em 2010, cerca de 31% da população ocupada se deslocava para outro município para trabalhar, dadas a proximidade e o fácil acesso aos demais municípios da Região Metropolitana do Vale do Aço.
Em 2022, salários juntamente com outras remunerações somavam 465 654 mil reais e o salário médio mensal de todo município era de 1,7 salário mínimo. Havia 4 478 unidades locais e 4 293 empresas atuantes. Segundo o IBGE, em 2010, 55,25% das residências sobreviviam com menos de salário mínimo mensal por morador, 34,80% sobreviviam com entre um e três salários mínimos para cada pessoa, 4,86% recebiam entre três e cinco salários, 2,54% tinham rendimento mensal acima de cinco salários mínimos e 2,56% não tinham rendimento.

### Agropecuária
Em 2021, a pecuária e a agricultura acrescentavam 4 186,65 mil reais à economia de Coronel Fabriciano, enquanto que em 2010, 1,99% da população economicamente ativa do município estava ocupada no setor. Segundo o IBGE, em 2023 o município possuía um rebanho de 3 165 galináceos, 997 bovinos, 116 equinos, 59 ovinos, 52 suínos e 34 caprinos. Neste mesmo ano, a cidade produziu 269 mil litros de leite de 134 vacas, 8 mil dúzias de ovos de galinha de 860 galinhas e 59 500 quilos de mel de abelha. Na aquicultura foram produzidos 250 kg de tilápia.
Na lavoura temporária, as produções com as maiores áreas plantadas eram o feijão, mandioca e milho, com 3 hectares cultivados cada. Já na lavoura permanente, destacaram-se a banana (10 hectares), manga (6 hectares) e maracujá (3 hectares). A agricultura familiar recebe incentivos da prefeitura, que adquire parte dos alimentos das escolas municipais com os agricultores da Serra dos Cocais. Produtos da agricultura familiar, como doces, hortaliças, legumes e frutas, também são comercializados em feiras livres regulares, a exemplo da Feira Popular da Praça da Bíblia, no bairro Surinan.

### Indústria

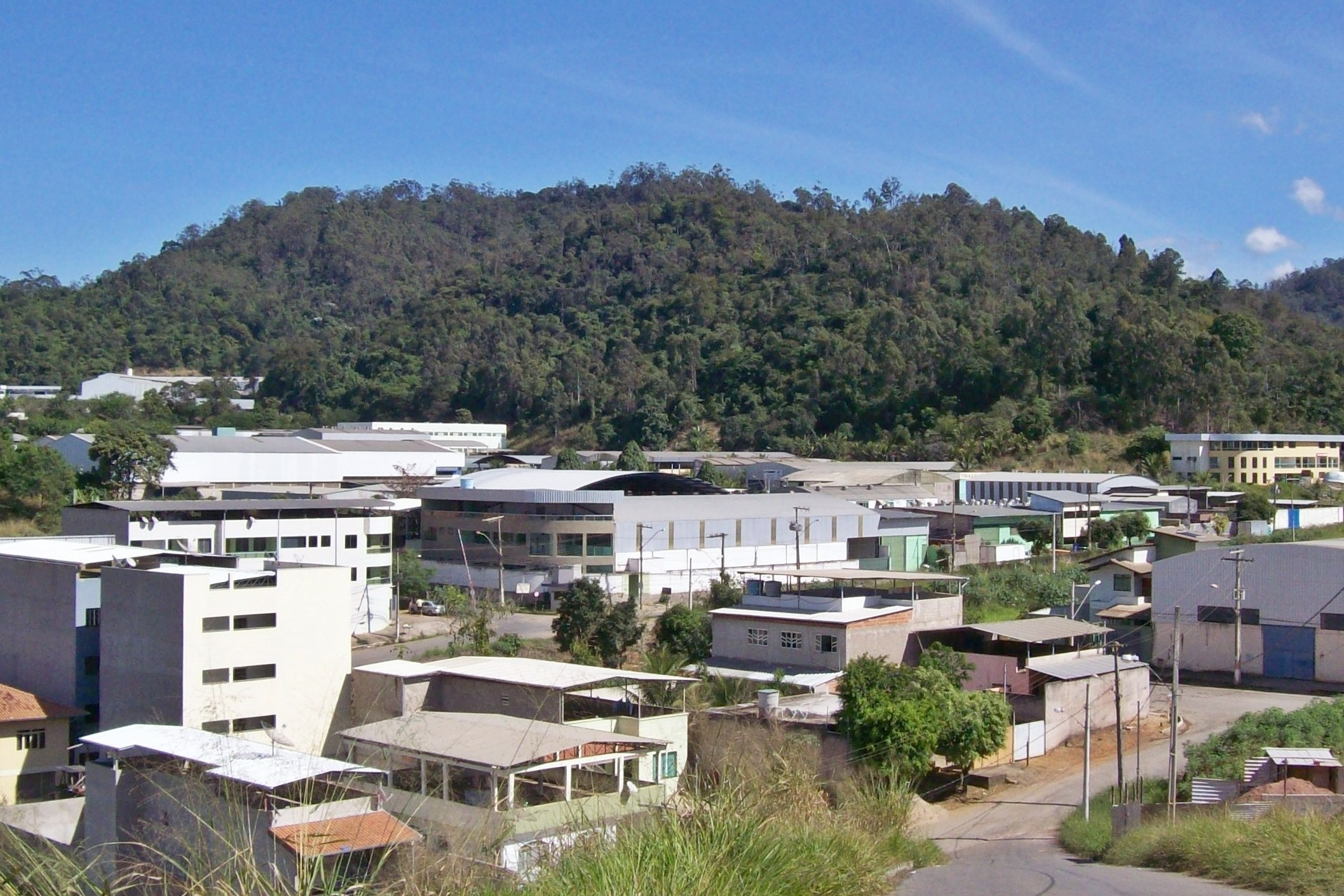
Vista do Distrito Industrial I, que foi criado em 1995.

A indústria é o segundo setor que mais contribui para a economia fabricianense. Em 2021, 183 038,78 mil reais do PIB municipal eram relativos ao valor adicionado bruto do setor secundário. Ao mesmo tempo, na cidade residem funcionários diretos das grandes indústrias do Vale do Aço, como a Aperam South America, a Usiminas, a Usiminas Mecânica e a Cenibra. Segundo estatísticas do ano de 2010, 0,48% dos trabalhadores de Coronel Fabriciano estavam ocupados no setor industrial extrativo e 19,76% na indústria de transformação.
O município também atua como fornecedor de matéria-prima para suprir à demanda das siderúrgicas, com destaque à extração de madeira originada do reflorestamento de eucalipto. Em 2023, de acordo com o IBGE, foram extraídos 216 272 m³ de eucalipto em toras, sendo 99,58% desse valor destinado à produção de papel e celulose. Além disso, há distritos industriais em atividade na cidade. O Distrito Industrial I, localizado ao lado do bairro Belvedere, é composto por aproximadamente 40 empresas de diferentes ramos em uma área de 182 970 m², empregando diretamente cerca de 850 pessoas.
Em 2008, foi idealizado pela administração municipal um segundo distrito industrial no anel viário da BR-381, próximo à divisa com Antônio Dias, a partir de uma área adquirida da Companhia Agrícola Florestal Santa Bárbara (CAF) — antiga subsidiária de reflorestamento da Belgo-Mineira. Em março de 2023, foi inaugurado nesse local o Distrito Industrial II de Coronel Fabriciano, chamado de Parque Industrial Vale do Aço, com a disponibilidade de 101 lotes na primeira etapa de sua implantação e acesso direto pela rodovia e ligação com a Estrada de Ferro Vitória a Minas. Posteriormente, também foi confirmada a construção de uma estrada interligando os distritos I e II.

### Comércio e prestação de serviços

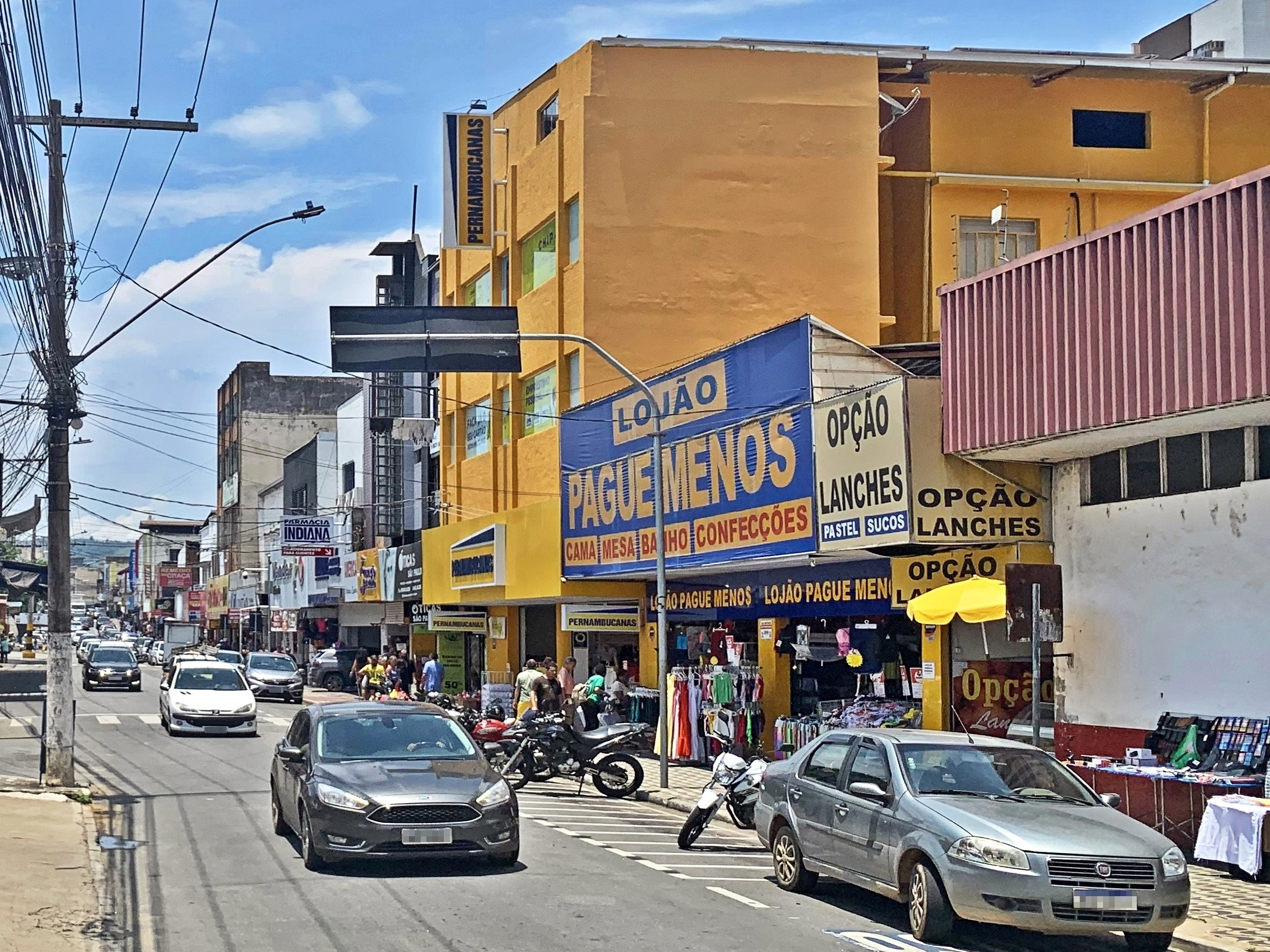
Comércio na Rua Pedro Nolasco, no Centro de Coronel Fabriciano.

Em 2010, 9,57% da população ocupada estava empregada no setor de construção, 1,02% nos setores de utilidade pública, 17,52% no comércio e 41,82% no setor de serviços e em 2021, 1 108 157,47 mil reais do PIB municipal eram do valor adicionado bruto do setor de serviços e 498 364,34 mil reais do valor adicionado da administração pública. O setor terciário atualmente é a maior fonte geradora do PIB fabricianense, destacando-se na área do comércio, que apresenta estabelecimentos de diversos ramos. O segmento hoteleiro conta com cerca de 1 800 acomodações registradas, segundo a prefeitura.
O movimento comercial em Coronel Fabriciano possui uma representatividade especial na região do Centro, que concentra cerca de 70% das vendas, segundo dados da Associação Comercial, Industrial e Agropecuária de Coronel Fabriciano (Acicel) e Câmara de Dirigentes Lojistas (CDL), órgãos que coordenam a dinâmica lojista e empresarial municipal. Os 30% restantes são representados pelos bairros Caladinho e do distrito Senador Melo Viana, que apresentam movimento comercial crescente.
O eixo compreendido entre o Centro de Fabriciano, o trajeto da Avenida Magalhães Pinto e suas ruas afluentes, até o bairro Melo Viana, é considerado uma centralidade metropolitana que exerce um considerável grau de polarização na RMVA, em função da presença de serviços públicos e comércio que atraem consumidores das cidades próximas. O bairro Caladinho também é apontado como centralidade metropolitana, em especial às margens da Avenida Tancredo Neves, apesar do menor grau de polarização. Alguns dos bairros mais populosos no interior da cidade, como Amaro Lanari, Santa Cruz e Floresta, apresentam uma relevante presença de estabelecimentos comerciais locais, a exemplo de padarias, farmácias, açougues e lojas de confecções.

## Infraestrutura

### Saúde

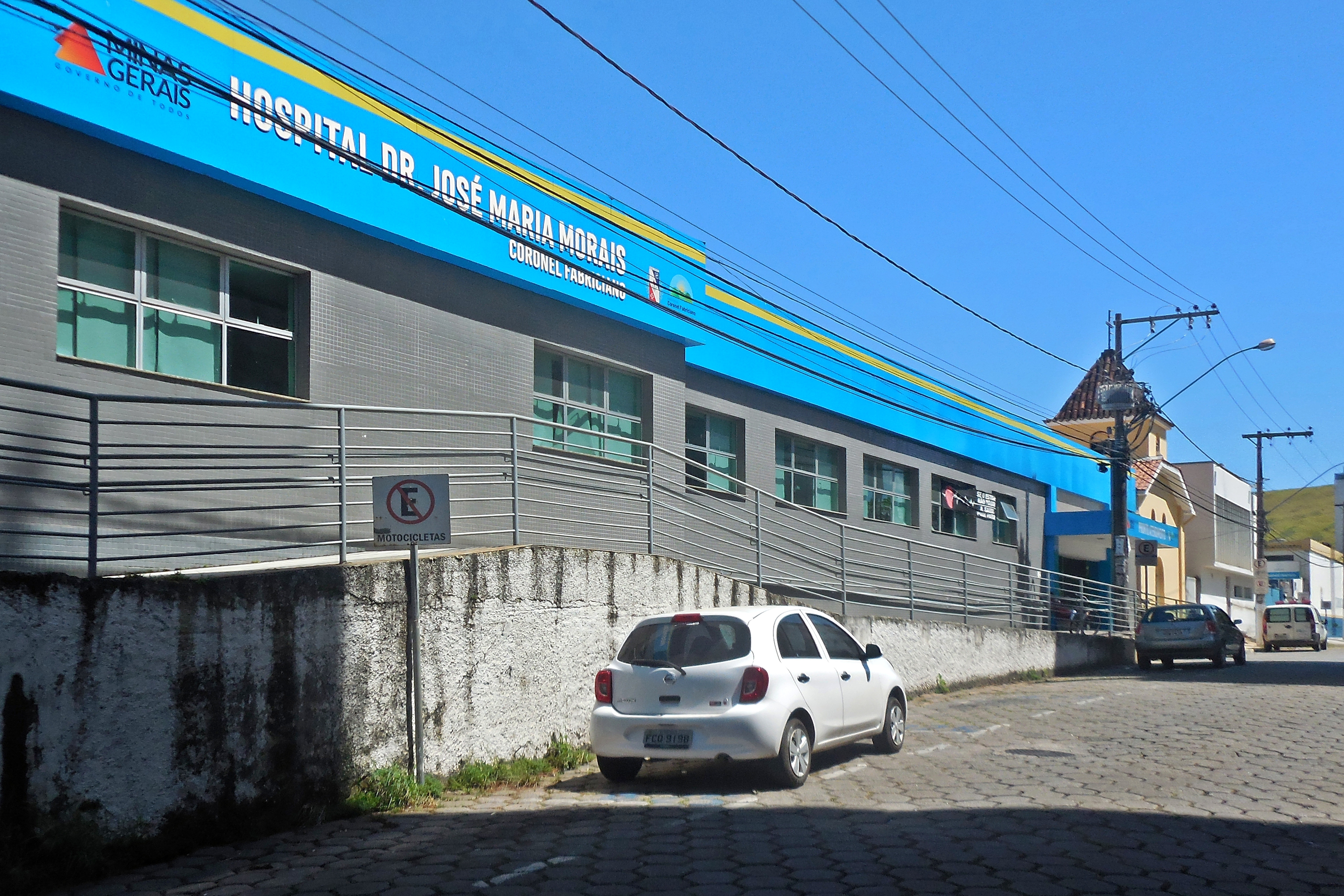
Vista do Hospital Doutor José Maria Morais, antigo Hospital Siderúrgica.

A rede de saúde de Coronel Fabriciano inclui 14 unidades básicas de saúde, dois hospitais gerais, dois centros de atenção psicossocial (CAPS) e um posto de saúde, segundo informações de 2018. Com 0,64 leitos para cada mil habitantes no município, esse índice está abaixo da média nacional, que era de 2,25 segundo o DATASUS em 2014. Havia, em 2010, 0,51 enfermeiros, 0,54 dentistas e 1,5 médicos para cada mil habitantes, frente a médias nacionais de 0,69, 0,54, e 1,5, respectivamente.
O Hospital Doutor José Maria Morais (antigo Hospital Siderúrgica e posteriormente Hospital São Camilo), que está localizado no bairro Santa Helena, é o principal hospital de Coronel Fabriciano com atendimento pelo Sistema Único de Saúde (SUS) e leitos para internação. O Hospital Metropolitano Unimed Vale do Aço, situado no bairro Santa Terezinha II, oferece atendimento emergencial e internação. A Unimed, no entanto, não atende pelo SUS, servindo apenas à população que conte com planos de saúde conveniados ou aos que paguem pelo atendimento particular. Também há a Unidade de Pronto Atendimento (UPA) Doutor Walter Luiz Winter Maia, que foi concebida para atendimentos de urgência 24 horas no bairro Sílvio Pereira II e inaugurada em junho de 2020.
Coronel Fabriciano conta com dois cemitérios públicos, sendo um na zona urbana (Cemitério Municipal Senhor do Bonfim) e outro na zona rural (Cocais). Além desses, há o Parque Vale da Saudade, de administração particular, no bairro Todos os Santos. Em 2022, foram registrados 778 óbitos por morbidades, dentre os quais as doenças do sistema circulatório representaram a maior causa de mortes (27,24%), seguida pelos tumores (16,97%). Ao mesmo tempo, foram registrados 1 251 nascidos vivos, sendo que o índice de mortalidade infantil no mesmo ano foi de 8,79 óbitos de crianças menores de um ano de idade a cada mil nascidos vivos. Cabe ressaltar que 1,3% das meninas de 10 a 17 anos tiveram filhos em 2010.

### Educação

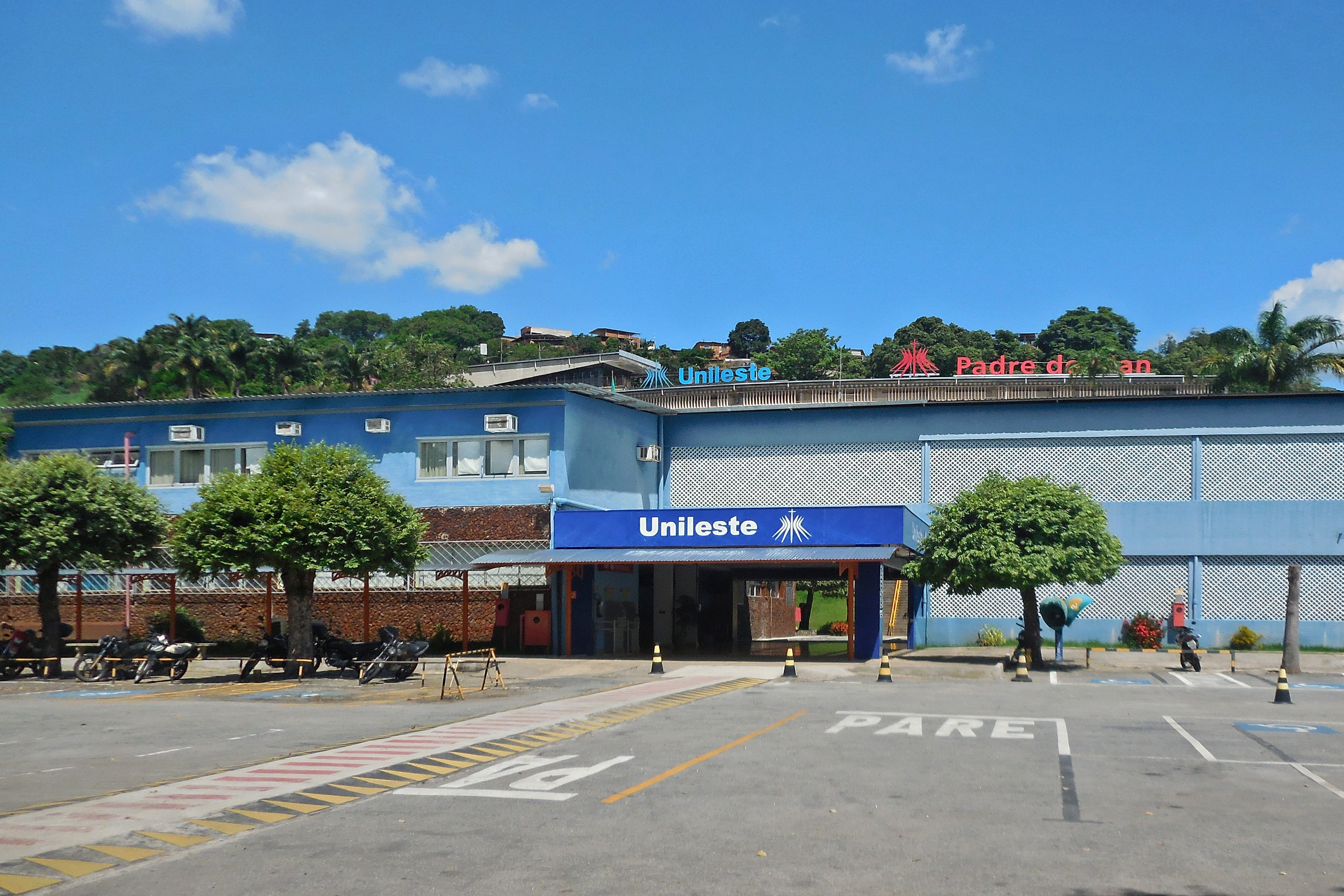
Vista do Centro Universitário Católica do Leste de Minas Gerais (Unileste), que é mantido pela UBEC.

Na área da educação, o Índice de Desenvolvimento da Educação Básica (IDEB) médio entre os alunos dos anos iniciais do ensino fundamental das escolas públicas de Coronel Fabriciano era de 6,4 em 2023, numa escala de avaliação que vai de nota 1 a 10, enquanto que a nota dos alunos dos anos finais do fundamental era 5. Em 2022, estavam matriculadas em escolas 44,78% das crianças com zero a três anos, 92,2% daquelas com quatro a cinco anos e 98,59% das que tinham entre seis e 14 anos, assim como 84,83% dos adolescentes entre 15 e 17 anos. Além disso, também frequentavam instituições de ensino 26,41% dos habitantes de 18 a 24 anos e 7,57% daqueles com 25 anos ou mais.
Dentre os habitantes de 18 anos ou mais em 2022, 29,15% não completaram o ensino fundamental, 18,34% tinham somente o fundamental completo, 30,50% tinham o ensino médio completo e 13,01% o ensino superior completo, sendo que a população com onze anos ou mais de idade tinha em média 9,6 anos de estudo. O percentual de alfabetização dos moradores de 15 anos ou mais, por sua vez, era de 95,67%, resultando em 4,33% de pessoas não alfabetizadas nesse grupo de idade.
Em 2023, havia 18 664 matrículas nas instituições de educação infantil e ensinos fundamental e médio da cidade. Com relação ao ensino superior, cabe ressaltar o campus principal do Centro Universitário Católica do Leste de Minas Gerais (Unileste), fundado pela Congregação Padres do Trabalho em 1969. Trata-se do maior complexo educacional da Região Metropolitana do Vale do Aço e um dos principais centros universitários do leste de Minas Gerais. Além disso, existem campi de outras instituições de ensino técnico e superior privadas.
| Educação infantil  | 4 856  | 341 | 37 |
| Ensino fundamental | 10 767 | 594 | 37 |
| Ensino médio       | 3 041  | 266 | 11 |

### Habitação e serviços

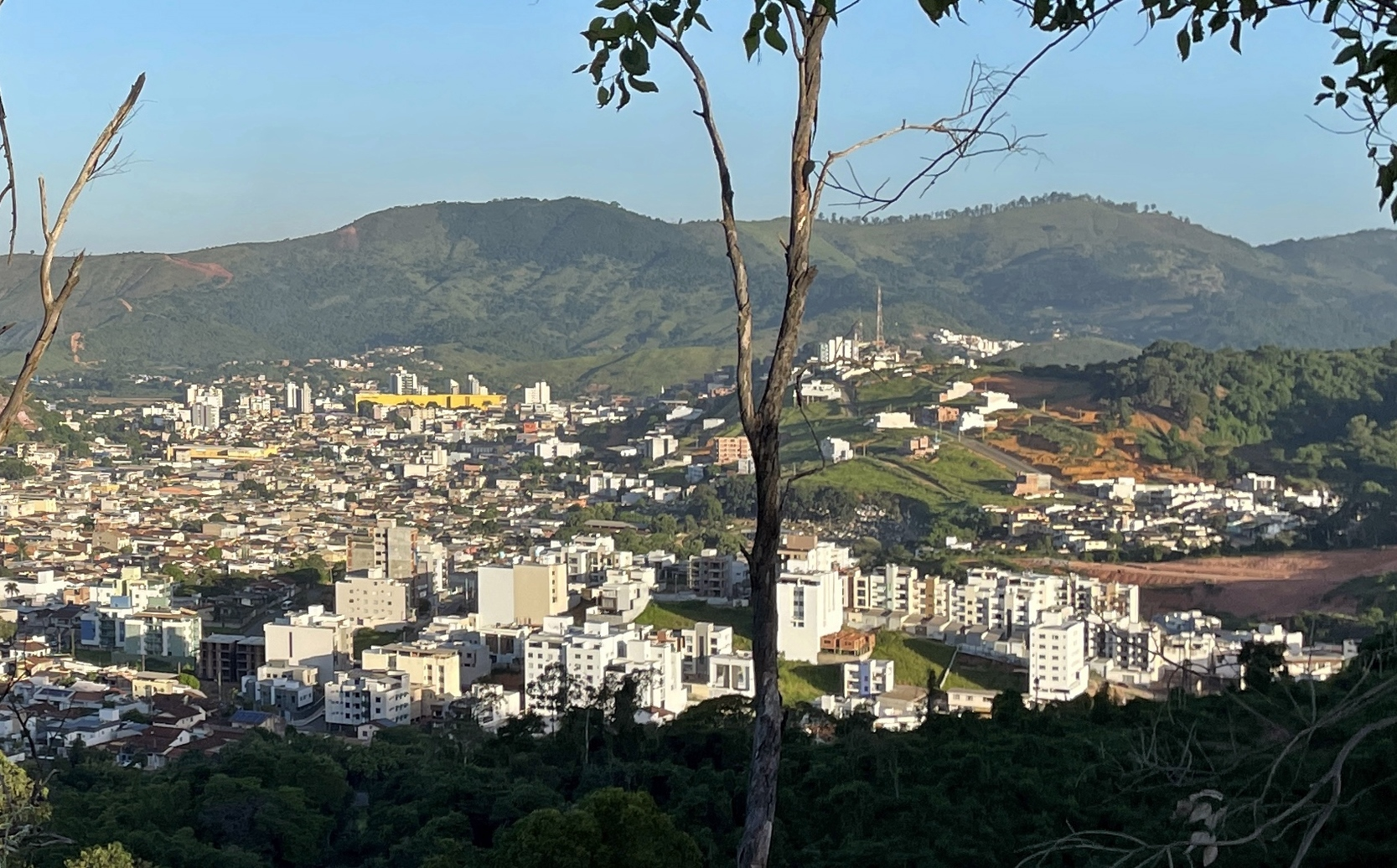
Vista parcial da cidade a partir do bairro São Domingos, com destaque para o Belvedere e sua multiplicação de prédios e lotes.

No ano de 2022, Coronel Fabriciano possuía 38 423 domicílios particulares permanentes ocupados. Desse total, 30 845 eram casas (80,28%), 7 312 eram apartamentos (19,03%), 162 eram casas de vila ou em condomínio (0,42%), 96 eram cortiços (0,25%) e oito eram estruturas degradadas ou inacabadas (0,02%). Do total de domicílios ocupados, 26 404 eram próprios (68,78%), sendo que 23 796 eram próprios já quitados e 2 608 próprios em aquisição; 9 269 eram alugados (24,15%); 2 534 imóveis eram cedidos ou emprestados (6,60%); e 181 foram ocupados de outras formas (0,47%).
O início da verticalização na cidade ocorreu na região central na década de 1990, com a multiplicação dos primeiros prédios residenciais com mais de dez andares. No entanto, esse processo tem sido feito mediante os critérios paisagísticos e urbanísticos do Plano Diretor Municipal. Segundo sua atualização em 2019, as áreas favoráveis à verticalização residencial eram o Alto Giovannini, parte do Belvedere e o entorno da Avenida Maanaim. O fornecimento de energia elétrica no município é feito pela Companhia Energética de Minas Gerais (Cemig), que atende ainda a boa parte do estado de Minas Gerais. Em 2010, 99,8% dos domicílios possuía acesso à rede elétrica de acordo com o IBGE.

Estação de tratamento de água da Copasa no Amaro Lanari

Os serviços de abastecimento de água e coleta de esgoto, por seu turno, são feitos pela Companhia de Saneamento de Minas Gerais (Copasa). Em 2022, segundo o IBGE, 90,17% dos domicílios possuíam a rede geral de água como principal forma de abastecimento e 99,90% possuíam banheiro de uso exclusivo da moradia. Com relação ao esgotamento sanitário, 90,90% das habitações eram atendidas pela rede geral ou pluvial. A água utilizada para o suprimento da maior parte do Vale do Aço é originada de um aquífero aluvionar localizado no subsolo, sendo extraída e tratada na estação de tratamento de água da Copasa localizada no bairro Amaro Lanari. Já o esgoto era liberado diretamente para os cursos hidrográficos que banham o perímetro urbano sem tratamento até 2019, quando entrou em operação uma estação de tratamento de águas residuais no bairro Limoeiro, em Timóteo, com a intenção inicial de atender a 165 mil habitantes de ambas as cidades.
Quanto ao destino do lixo, segundo o censo de 2022, 99,43% das moradias eram atendidas por serviço de coleta. Os resíduos coletados no município são encaminhados à Central de Resíduos do Vale do Aço (CRVA), localizada em Santana do Paraíso, sendo que uma média de 50 toneladas de lixo ao dia era produzida em 2012. Até 2005, os resíduos da cidade eram descartados em um lixão a céu aberto situado próximo ao rio Piracicaba, o chamado lixão da Ponte Mauá, que também atendia ao município de Timóteo. Essa área foi fechada e destinada para preservação, porém o processo de contaminação do solo e da água continua uma vez que a área não passou por recuperação ambiental.

### Segurança e criminalidade
| Quantidade de homicídios em Coronel Fabriciano | Quantidade de homicídios em Coronel Fabriciano | Quantidade de homicídios em Coronel Fabriciano | Quantidade de homicídios em Coronel Fabriciano | Quantidade de homicídios em Coronel Fabriciano | Quantidade de homicídios em Coronel Fabriciano |
| ---------------------------------------------- | ---------------------------------------------- | ---------------------------------------------- | ---------------------------------------------- | ---------------------------------------------- | ---------------------------------------------- |
| Ano                                            | Total                                          | Ano                                            | Total                                          | Ano                                            | Total                                          |
| 2002                                           | 14                                             | 2009                                           | 21                                             | 2016                                           | 46                                             |
| 2003                                           | 24                                             | 2010                                           | 28                                             | 2017                                           | 21                                             |
| 2004                                           | 16                                             | 2011                                           | 41                                             | 2018                                           | 18                                             |
| 2005                                           | 23                                             | 2012                                           | 53                                             | 2019                                           | 26                                             |
| 2006                                           | 26                                             | 2013                                           | 57                                             | 2020                                           | 26                                             |
| 2007                                           | 17                                             | 2014                                           | 53                                             | 2021                                           | 20                                             |
| 2008                                           | 17                                             | 2015                                           | 48                                             | 2022                                           | 20                                             |

A provisão de segurança pública de Coronel Fabriciano é dada por diversos organismos. A Polícia Militar, uma força estadual, é a responsável pelo policiamento ostensivo das cidades, o patrulhamento bancário, ambiental, prisional, escolar e de eventos especiais, além de realizar ações de integração social, tendo como base no município o 58º Batalhão da Polícia Militar. Já a Polícia Civil tem o objetivo de combater e apurar as ocorrências de crimes e infrações e é representada por uma Área Integrada de Segurança Pública (AISP), subordinada à Delegacia Regional de Polícia Civil de Ipatinga. A cidade também sedia um Pelotão do Corpo de Bombeiros e uma base regional do SAMU, que estão situados no bairro Caladinho.
Em 2022, foram registrados 20 homicídios em Coronel Fabriciano, o que conferia uma taxa de 19,2 homicídios a cada 100 mil habitantes. Essa era a décima maior taxa entre os municípios de Minas Gerais e a maior dos municípios do Vale do Aço. A maior parte dos homicídios está relacionada ao tráfico de drogas, que também contribui com a prática de outros delitos, visto que os usuários normalmente furtam e roubam para sustentar seus vícios. Além disso, problemas com furtos e assaltos contra pedestres e estabelecimentos comerciais são recorrentes. Nesse caso, há considerável participação da população em situação de rua. Os poderes públicos estadual e municipal têm realizado diversas atividades para melhorar a segurança da cidade, como a realização de trabalhos conjuntos entre as polícias Civil e Militar, Ministério Público e Poder Judiciário e a agilidade nas ordens de prisão, busca e apreensão, mas ainda há problemas afetando o setor. O presídio de Fabriciano, inaugurado em 2008 para substituir o antigo, já foi palco de motins e depredações organizadas por delinquentes.

### Comunicações

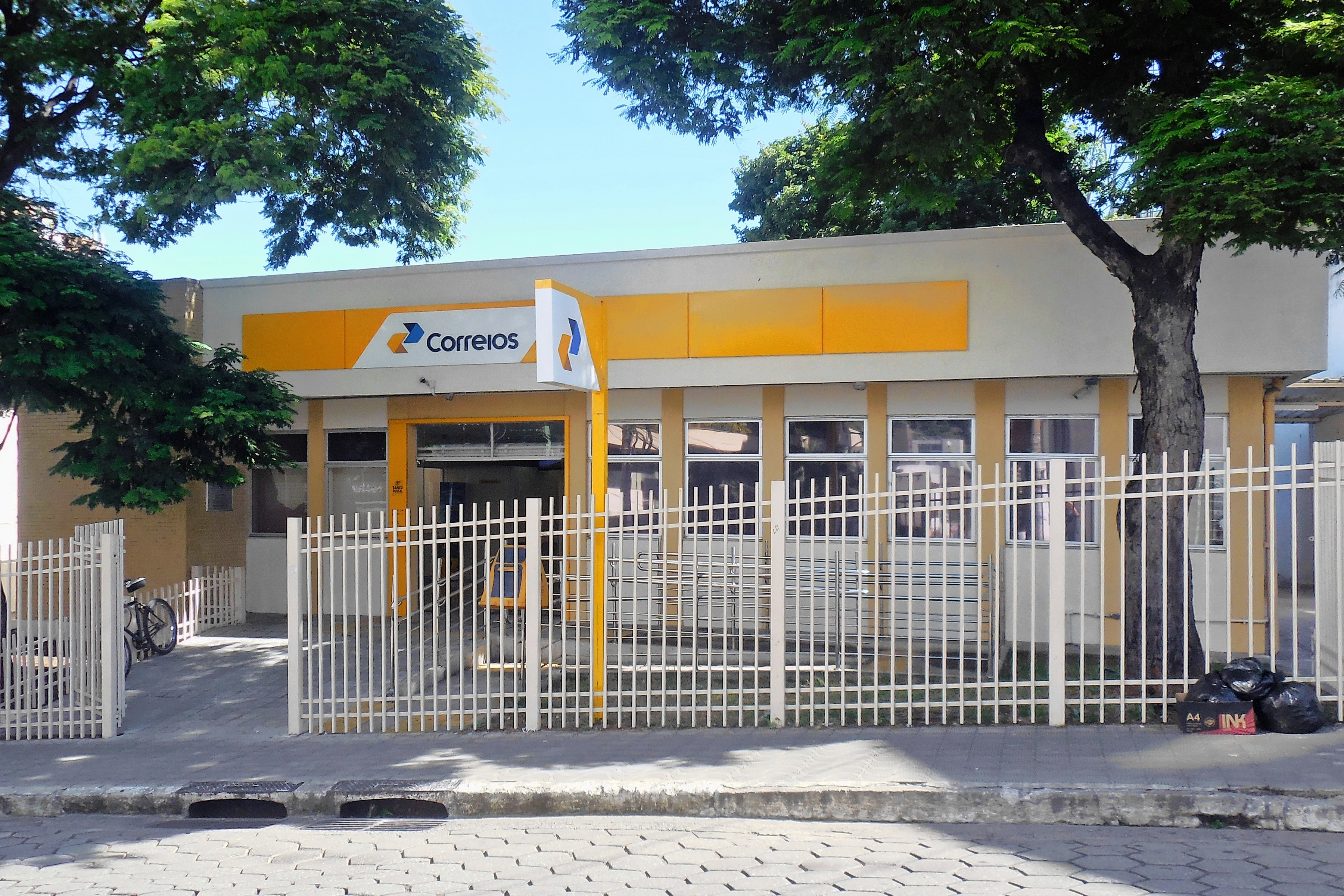
Agência dos Correios no Centro

Em dados da Agência Nacional de Telecomunicações (Anatel), Coronel Fabriciano possuía 434 orelhões em dezembro de 2014. O código de área (DDD) de Fabriciano é 031 e o Código de Endereçamento Postal (CEP) da cidade vai de 35170-001 a 35176-999. Em janeiro de 2009, a Região Metropolitana do Vale do Aço passou a ser servida pela portabilidade, assim como as outras cidades de mesmo DDD. O serviço postal é atendido por cinco agências da Empresa Brasileira de Correios e Telégrafos funcionando em bairros estratégicos do município.
Há sinal de diversas emissoras de televisão aberta, dentre as quais RedeTV! MG (RedeTV!), TV Cultura Vale do Aço (Rede Minas), Band Minas (Band), TV Alterosa Leste (SBT), TV Leste (Record) e InterTV dos Vales (TV Globo). A Rádio Educadora foi a primeira emissora de rádio do município e do Vale do Aço e está no ar desde 1968. Com sede na cidade, também se destaca a Galáxia FM, que foi criada em 1983. Dentre os jornais locais com circulação diária, destacam-se o Diário do Aço e Diário Popular, produzidos em Ipatinga, além da Folha do Comércio, editada em Coronel Fabriciano.

### Transportes

#### Vias e circulação

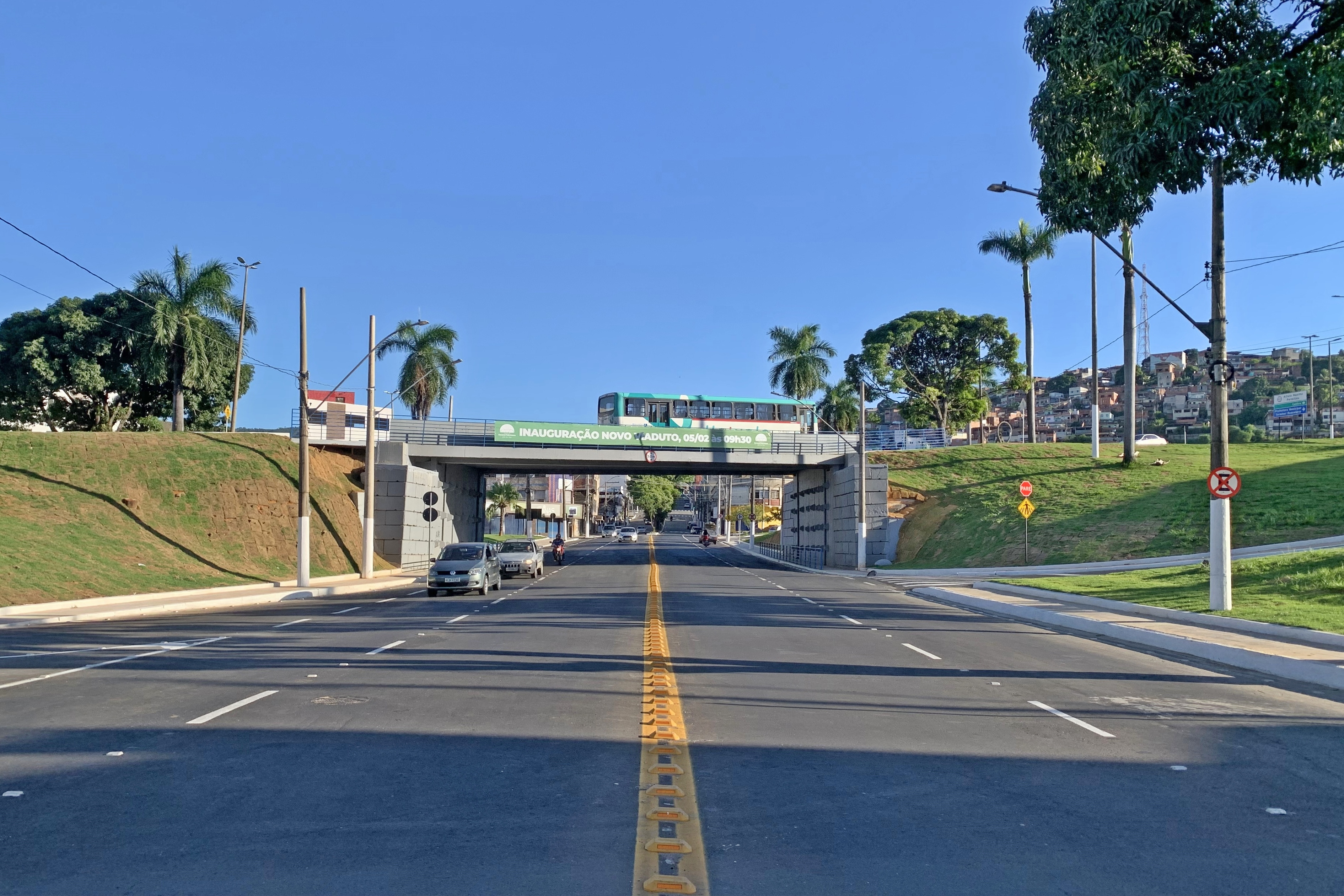
Vista do Trevo Pastor Pimentel: a Avenida Tancredo Neves sobre a Magalhães Pinto.

O município possui acesso a várias cidades mineiras e do Brasil por rodovias que atendem diretamente à Região Metropolitana do Vale do Aço. A BR-381 cortava a cidade através da Avenida Presidente Tancredo de Almeida Neves, cujo trecho foi municipalizado após a transferência da rodovia para fora do perímetro urbano, passando pelo interior do município de Timóteo. A Avenida Governador José de Magalhães Pinto é a principal via no interior da zona urbana, ligando o Centro de Fabriciano aos bairros do distrito Senador Melo Viana. A Serra dos Cocais, por sua vez, é atendida por uma estrada parcialmente pavimentada que conecta a cidade aos povoados rurais.
A frota municipal no ano de 2023 era de 55 140 veículos, sendo 30 487 automóveis, 14 238 motocicletas, 3 438 caminhonetes, 1 469 caminhonetas, 1 225 caminhões, 1 081 reboques, 794 ônibus, 643 motonetas, 597 ciclomotores, 413 utilitários, 232 caminhões-trator, 231 micro-ônibus, 228 semirreboques, 42 triciclos, nove tratores de rodas, três sidecars, dois chassis plataformas e oito classificados como outros tipos de veículos. As ruas estreitas do Centro não comportaram o súbito crescimento do número de veículos em Coronel Fabriciano, gerando congestionamentos nos horários de pico, cabendo ressaltar que em 2015 havia um índice de 2,77 habitantes por veículo. Próximo aos comércios, a disponibilidade de vagas para estacionar por vezes é escassa, o que levou à adoção do sistema de estacionamento rotativo nas ruas do Centro. As avenidas Tancredo Neves e Magalhães Pinto são as principais vias duplicadas, no entanto concentram boa parte dos atropelamentos do município. Em 2014, registraram juntas 47% do total das colisões contra pedestres em Coronel Fabriciano.
A malha cicloviária de Coronel Fabriciano é escassa, constituída apenas pelo trecho da Avenida Tancredo Neves entre o Trevo Pastor Pimentel e a divisa com Ipatinga, e pela Rua Antônio Mascarenhas, entre os bairros Santa Terezinha II e Amaro Lanari, até a divisa com Ipatinga. Apesar de boa parte da população possuir bicicletas, o excesso de morros e a falta de bicicletários são obstáculos para seu uso. Além disso, as principais vias do município são estreitas, não suportando a passagem de carros, caminhões, ônibus, motocicletas e bicicletas ao mesmo tempo, e muitas ruas paralelas são asfaltadas com paralelepípedos, dificultando o trajeto. Quase diariamente são registrados acidentes envolvendo ciclistas nas principais avenidas da cidade. A infraestrutura das calçadas também é deficiente na maior parte da cidade, sendo notados problemas com irregularidades, obstáculos, falta de continuidade no piso e inacessibilidade.

#### Coletivo

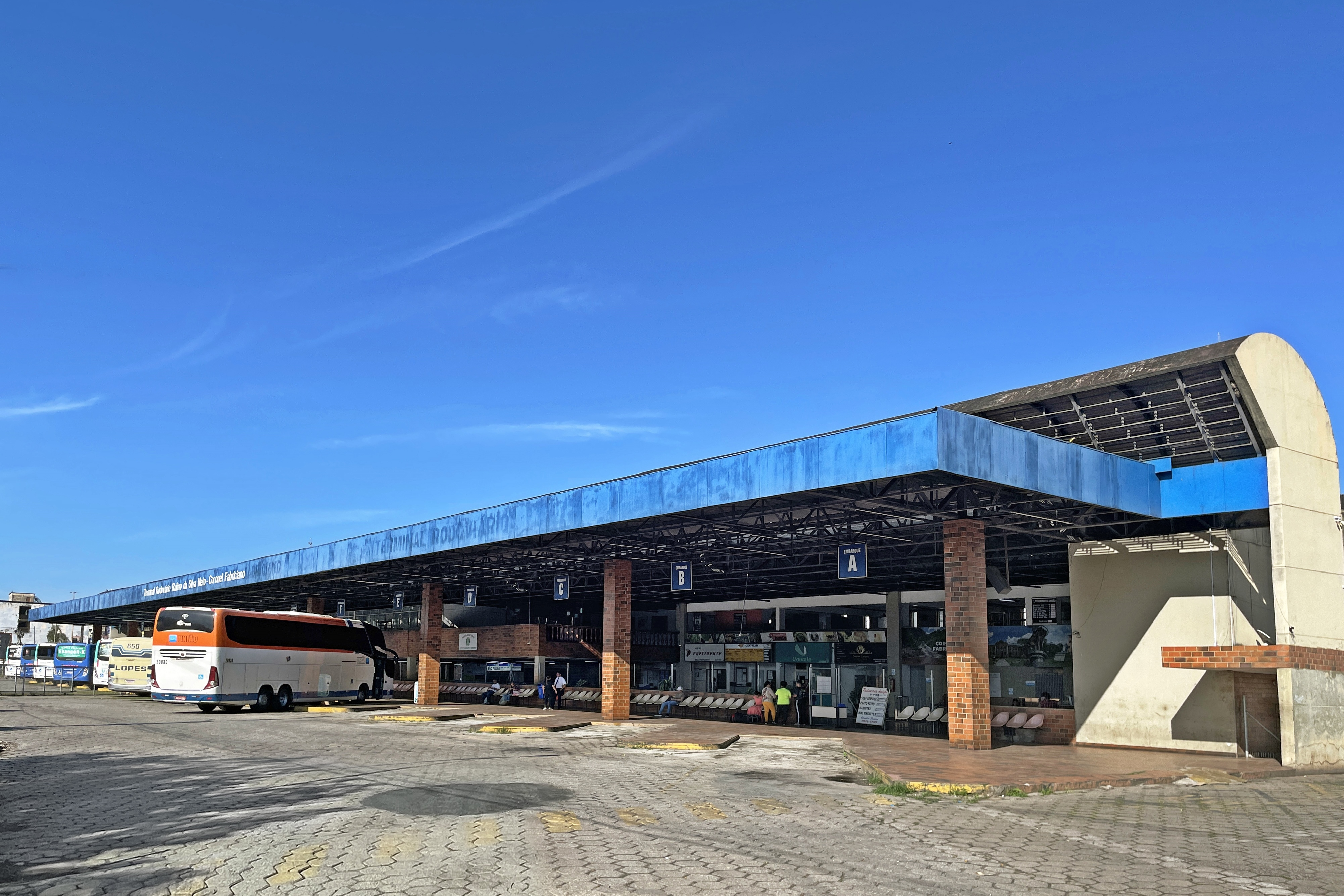
Vista do Terminal Rodoviário de Coronel Fabriciano

O transporte coletivo do município é de responsabilidade do Consórcio Fabri Fácil, por meio das concessionárias Saritur, Acaiaca e Univale. Através do sistema de bilhetagem eletrônica é possível pegar dois ônibus das linhas municipais pagando apenas uma passagem, sendo que em 2016 havia 19 linhas urbanas que eram utilizadas de forma regular por 10% da população. A Acaiaca liga o Centro da cidade aos bairros da região do Caladinho e a Saritur liga os bairros do distrito Senador Melo Viana à região central, além de manter a linha Centro–Cocais para a zona rural. A Univale, por sua vez, atende ao bairro Amaro Lanari e fornece linhas interurbanas para todo o Vale do Aço e parte do colar metropolitano.
Coronel Fabriciano possui a maior estação rodoviária do Vale do Aço, o Terminal Rodoviário de Coronel Fabriciano, que está localizado na área central da cidade e atende à região com saídas diárias regulares para as principais cidades de Minas Gerais e mesmo para fora do estado. Em 2016, também estavam registrados no município nove pontos de táxi atendidos por 24 taxistas e oito auxiliares e o transporte escolar era beneficiado por 85 permissões. O transporte hidroviário, por sua vez, é limitado aos canoeiros informais do rio Piracicaba. Esses canoeiros fazem o transporte de mercadoria e pessoas principalmente entre o município e a cidade de Timóteo, localizada no outro lado da margem do rio.
Na região metropolitana, há disponibilidade de transporte aéreo por meio do Aeroporto de Ipatinga, o qual possui rotas diárias com destino à Região Metropolitana de Belo Horizonte. A Estação do Calado beneficiava Coronel Fabriciano com transporte ferroviário, mas com o crescente desenvolvimento da região central da cidade foi necessário o deslocamento da Estrada de Ferro Vitória a Minas da área e o terminal foi fechado no dia 29 de janeiro de 1979, sendo posteriormente demolido no ano de 1982. Logo depois, nesse local foi construída a estação rodoviária. A EFVM ainda cruza o município (fora do Centro), porém a estação ferroviária que atende ao município se encontra dentro de Timóteo e é denominada Estação Mário Carvalho.

## Cultura e lazer
Coronel Fabriciano conta com legislações municipais de proteção ao patrimônio cultural ministradas por um órgão público, existindo tombamentos de bens materiais e imateriais. A prefeitura também contém um inventário com a catalogação de diversos bens da cidade. As atividades culturais são promovidas tanto pelo poder público quanto pela iniciativa privada ou mesmo pela sociedade, escolas e igrejas. A pontuação de políticas culturais do município para o cálculo do ICMS Cultural, válida para exercício em 2024, foi de 2,90 em uma escala que vai de 0 a 4. A pontuação total, considerando variantes como conservação, despesas e quantidade de bens tombados e/ou registrados, foi de 16,00.

### Marcos turísticos

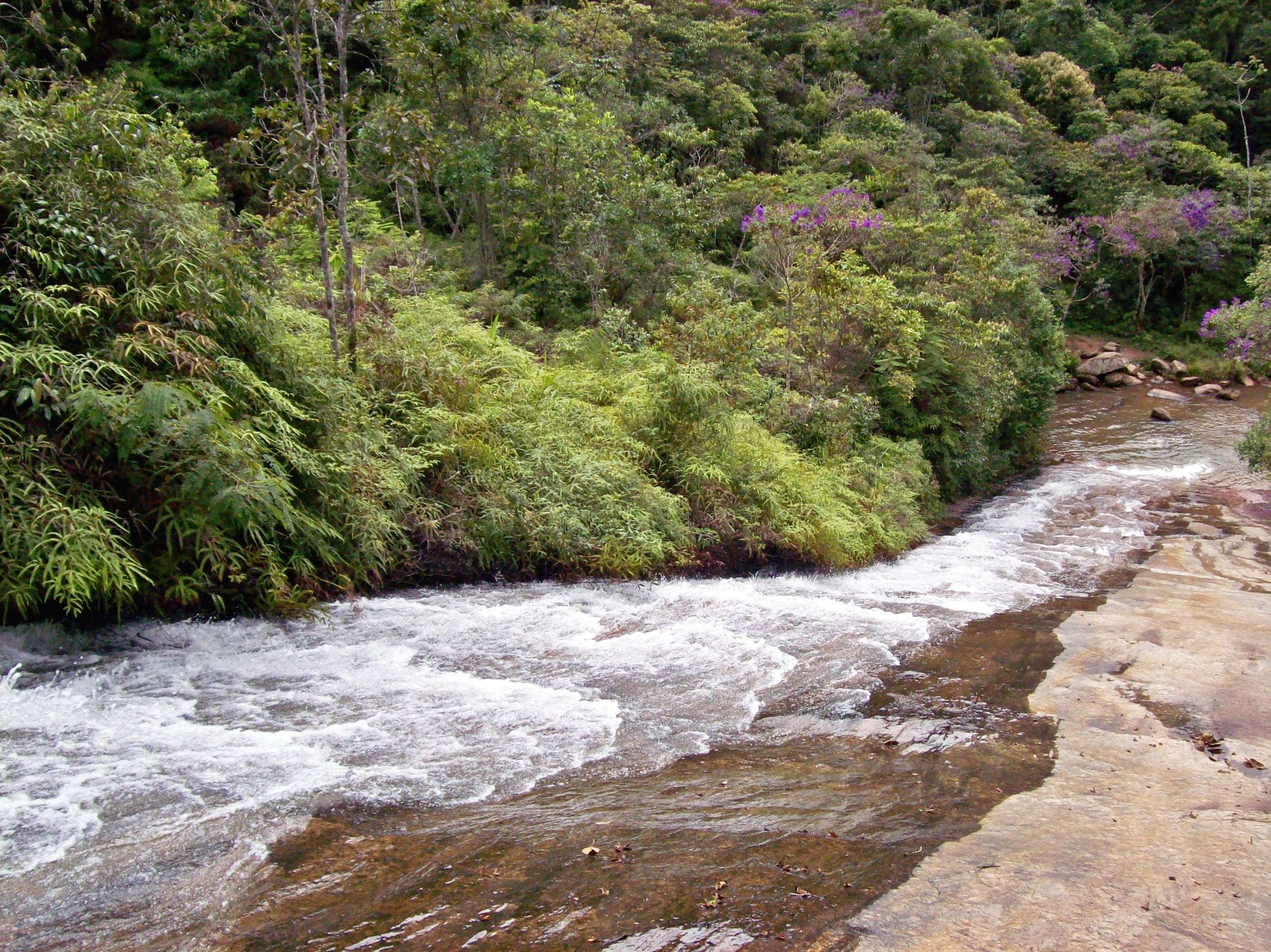
Descida da Cachoeira do Escorregador, no curso do ribeirão Cocais Pequeno, na Serra dos Cocais.

Coronel Fabriciano faz parte do Circuito Turístico Mata Atlântica de Minas Gerais, que foi criado em julho de 2001 e reestruturado em dezembro de 2009 pela Secretaria de Estado de Turismo com o objetivo de estimular o turismo ecológico e cultural na região do Vale do Aço e colar metropolitano.

#### Atrativos rurais
A Serra dos Cocais concentra diversos atrativos ecoturísticos, dentre as diversas trilhas e cachoeiras, como a Pedra Dois Irmãos, cujo acesso é feito por trilha íngreme e de mata fechada, sendo possível visualizar as três cidades do Vale do Aço de seu topo; a Pedra dos Cem Homens, que também é constantemente utilizada para escaladas; a Pedra do Caladão, localizada próxima ao bairro de mesmo nome, possível de ser avistada de vários pontos da cidade; a Cachoeira do Escorregador, cujas pedras da queda formam uma espécie de tobogã natural; o Cachoeirão, que possui cerca de 120 metros e é constantemente utilizado para a prática de trekking, sendo cercado por um cinturão verde remanescente da Mata Atlântica; e a Biquinha de Santa Vitória, que é uma fonte natural de água potável localizada nas proximidades do povoado Santa Vitória dos Cocais. Ainda há as cachoeiras da Limeira e da Manoela, o Escorregador do Zé Martins e as Trilhas da Mamucha.
No povoado de São José dos Cocais, a Igreja São José foi erguida por iniciativa dos moradores da comunidade na década de 1950 é uma das edificações mais antigas do município que ainda mantém suas características arquitetônicas originais, assim como a Igreja Nossa Senhora da Vitória, em Santa Vitória dos Cocais, construída na mesma ocasião. A Serra dos Cocais dispõe ainda de mirantes, de onde é possível ter visões panorâmicas da serra, de Fabriciano e ainda de parte das cidades vizinhas. Fora dos Cocais, próxima ao perímetro urbano da cidade, nas proximidades do Distrito Industrial, a APA da Biquinha é outro dos principais atrativos naturais do município. Além de reserva ecológica, também é utilizada para caminhadas e passeios. A Cachoeira Salto das Pedras, que está localizada próxima à APA do Recanto Verde, conta com área de churrasco.

#### Atrativos urbanos

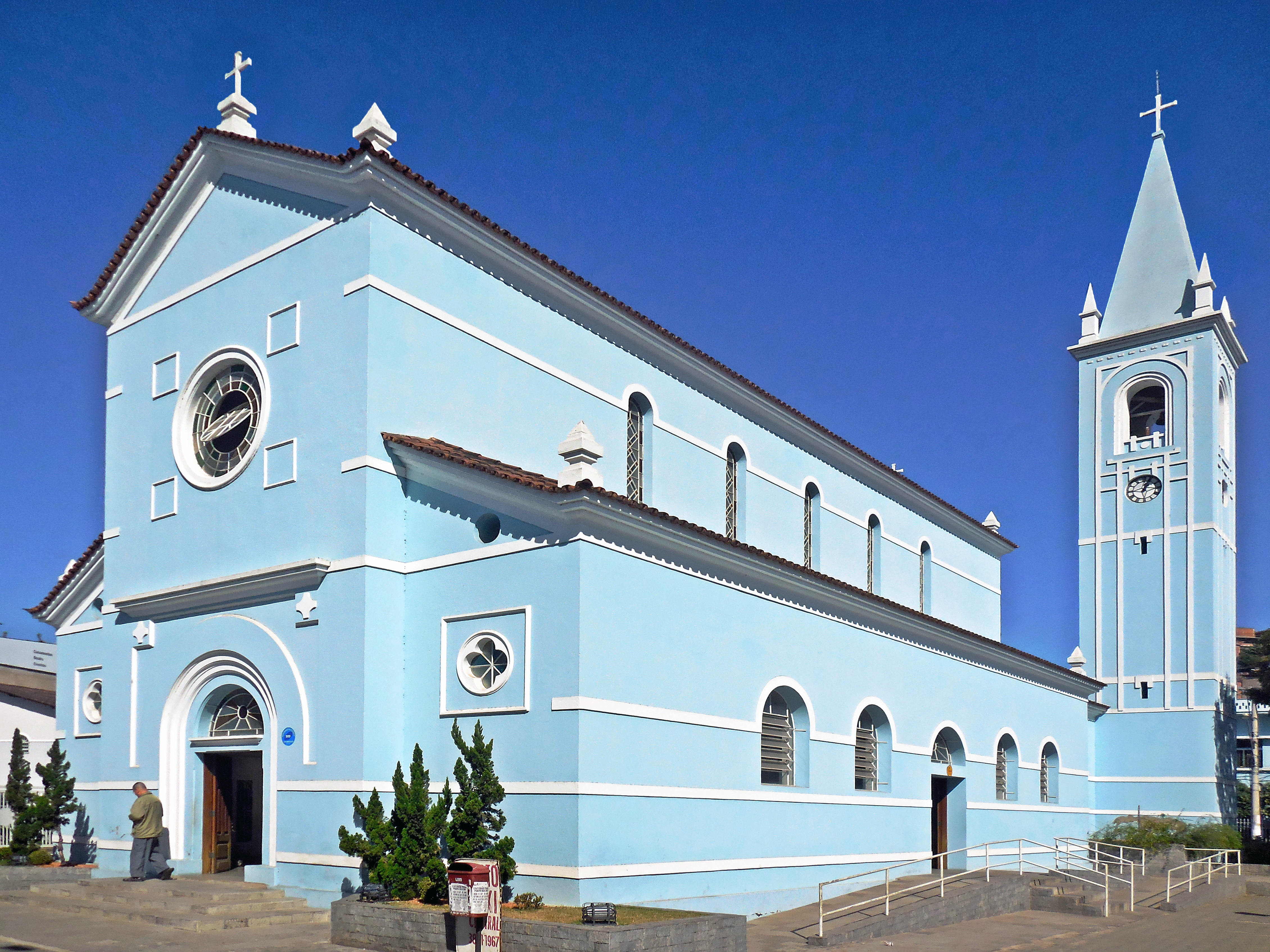
Vista da Igreja Matriz de São Sebastião, inaugurada em 1949.

A zona urbana de Coronel Fabriciano abriga monumentos e atrativos com valor histórico e cultural, a exemplo do Santuário Nossa Senhora da Piedade, do Sobrado dos Pereira, da Escola Estadual Professor Pedro Calmon, do Salão Paroquial e da Capela Nossa Senhora Auxiliadora, no Hospital Doutor José Maria Morais. A fachada da Igreja Bom Pastor, no bairro Giovannini, apresenta um grande mosaico feito em cerâmica que retrata a figura de Jesus com um rebanho de ovelhas. Em outubro de 2014, foi inaugurado o Museu José Avelino Barbosa, que é o primeiro museu público do município, composto inicialmente por cerca de 200 itens dentre documentos, fotografias, quadros e peças e cujo nome reverencia o empresário e comerciante que foi um dos pioneiros da cidade.
No Unileste, a casa de hóspedes e sede da reitoria da instituição, a "Fazendinha", foi construída inspirada nas antigas sedes de fazendas. Tem estilo rústico, destacando-se pelo uso de madeiras nobres e raras. O interior da instituição abriga ainda o Museu Padre Joseph Cornélius Marie de Man, construído em formato de círculo e cujo acervo é constituído de documentos, fotografias e objetos que contam a história da cidade e da entidade; o Teatro João Paulo II, no andar térreo do Colégio Padre de Man, que tem capacidade para 520 espectadores e é um dos maiores do Vale do Aço; e a Biblioteca Dom Serafim Cardeal Fernandes Araújo (Biblioteca Central), que possui um dos maiores acervos bibliográficos da região. Na cidade, destacam-se também:
- Catedral de São Sebastião: Está situada no bairro Santa Helena e foi inaugurada em 4 de julho de 1993 pelo então pároco padre Élio, sendo a cossede da Diocese de Itabira-Fabriciano. Sua arquitetura é baseada em estilo oriental, inspirada na Catedral de Tóquio, e abriga em seu exterior uma miniatura da Estação do Calado.[83]

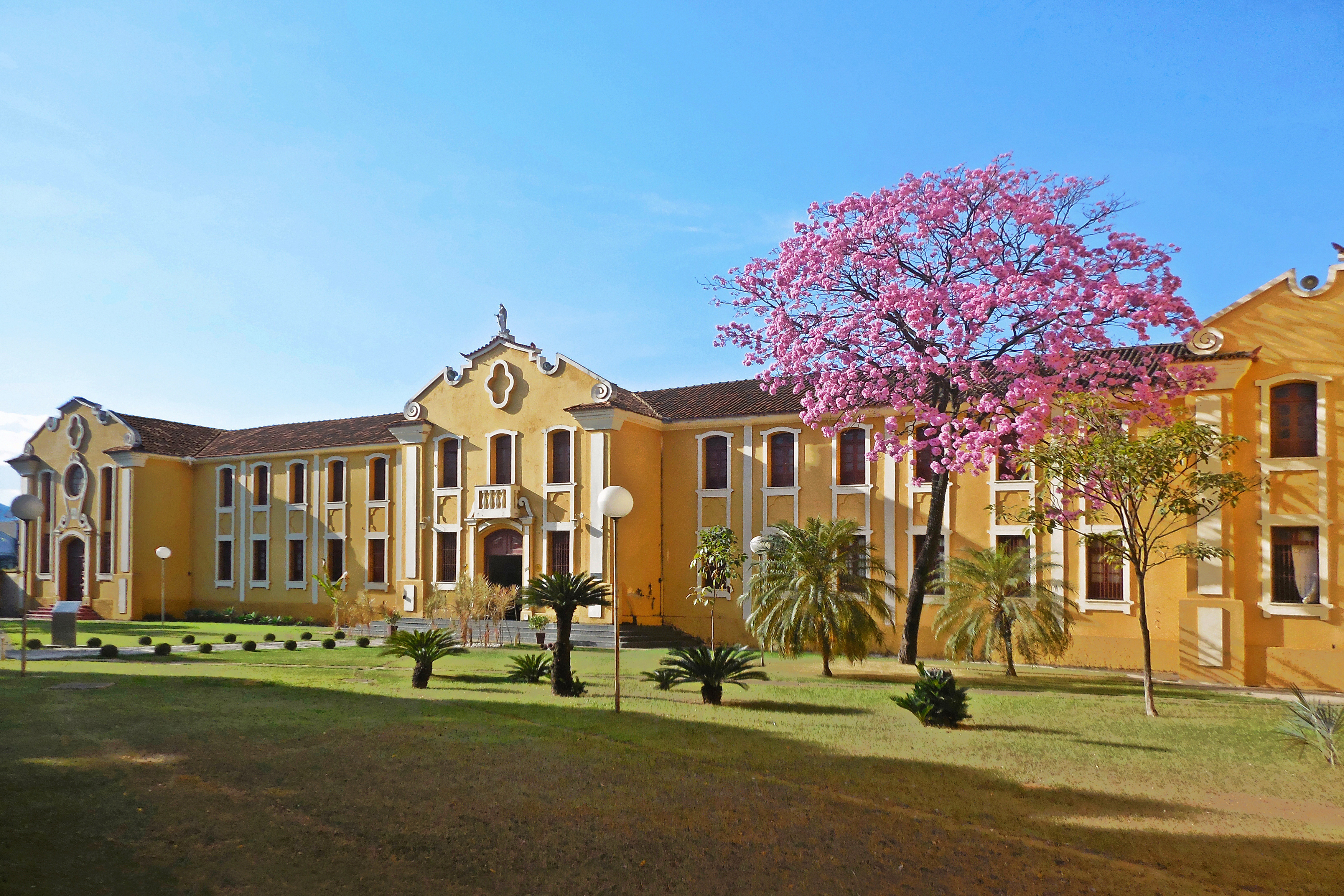
Fachada do Colégio Angélica, fundado em 1950.

- Colégio Angélica: Foi inaugurado em 1950 e seu prédio é propriedade da Congregação das Irmãs Carmelitas da Divina Providência. Sua fachada mantém todo o projeto original, em que os elementos se repetem de forma simétrica e as janelas cobrem quase todos os planos e possuem estrutura em madeira.[83]
- Igreja Matriz de São Sebastião: Foi inaugurada em 1949 para substituir a antiga, que estava prestes a ruir, e está situada no Centro de Fabriciano. Suas fachadas laterais são simétricas e sua torre, destacada do corpo da edificação, possui planta quadrada, com detalhes em relevo, e cobertura em laje inclinada, tendo um sino no topo.[83]
- Monumento Terra Mãe: Está localizado no Trevo Pastor Pimentel e simboliza a união entre Coronel Fabriciano e o Vale do Aço, sendo considerado como o marco zero do município. Foi planejado pela escultora Vilma Nöel e construído em pó de granito e inox no ano de 1999, em homenagem aos 50 anos de Fabriciano.[184]
- Praça da Estação: Foi inaugurada em outubro de 2008, como parte das homenagens aos 60 anos de Coronel Fabriciano, sendo também utilizada para a organização de eventos de médio e grande porte, com capacidade para suportar até 15 mil pessoas. Seu nome é uma referência à antiga estação ferroviária do município, que foi fechada em 1979 e demolida em 1982 para dar lugar ao terminal urbano da cidade e mais tarde à praça.[25] Nela está situado o monumento "Os Cinco Elementos da Natureza", que representa a população juntamente aos quatro elementos básicos da natureza (fogo, terra, água e ar) e também foi planejado pela escultora Vilma Nöel, feito de pó de granito revestido com aço inoxidável.[86]

### Artes cênicas e tradições

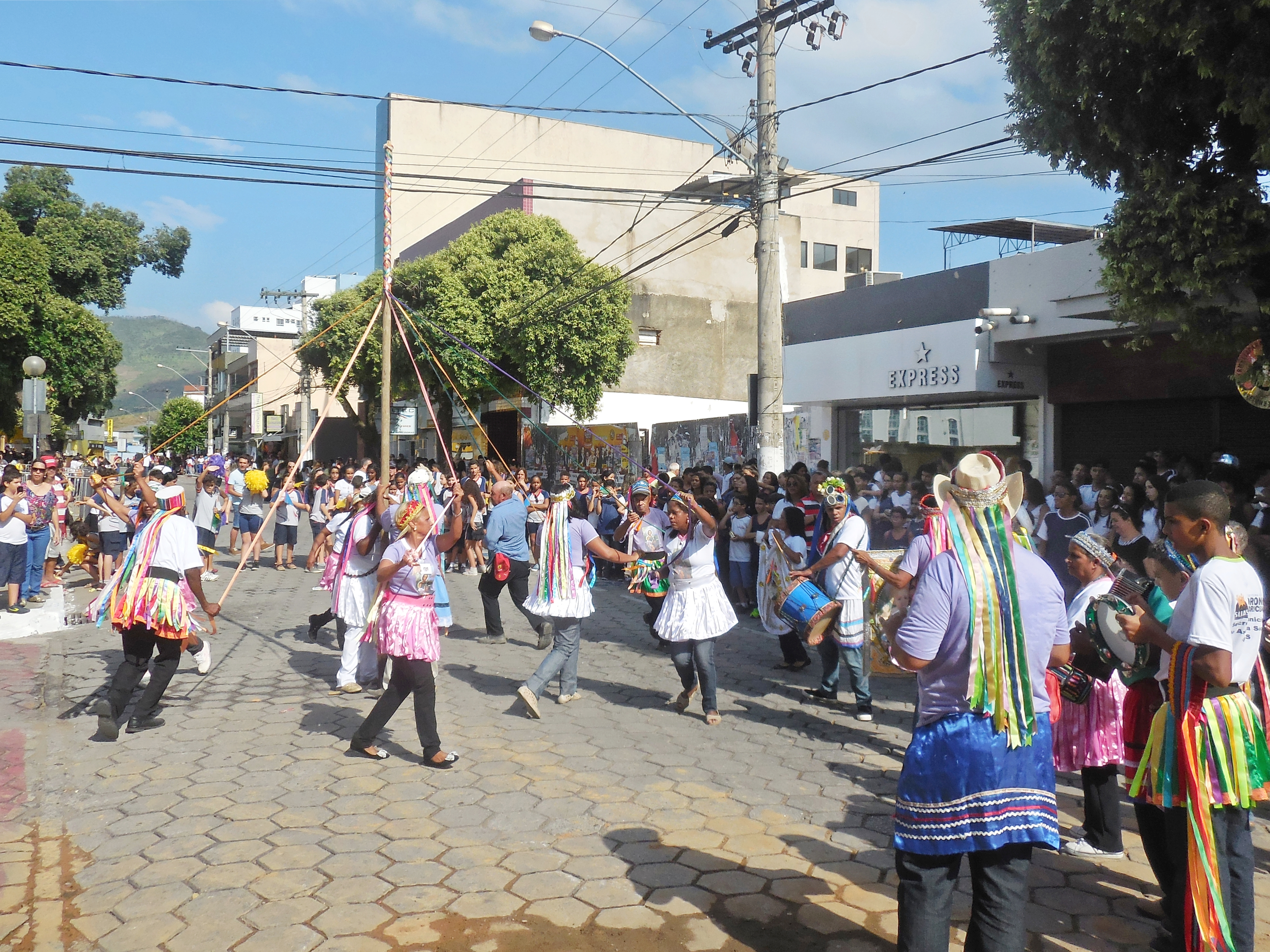
Apresentação da Marujada dos Cocais em rua do Centro

A cidade possui um folclore rico e diversificado. Uma de suas principais manifestações culturais é a Marujada dos Cocais, um tradicional grupo de marujada que canta marchas em homenagem à Nossa Senhora do Rosário em ocasiões festivas da cidade e da comunidade Santa Vitória dos Cocais, onde está a sede do grupo. Durante o ano, destacam-se as manifestações religiosas católicas da Festa de São Sebastião, juntamente ao aniversário de Fabriciano, em janeiro; a Semana Santa, quando são realizadas procissões e a encenação da Paixão de Cristo da Paróquia São Sebastião, com rituais, vestes e indumentárias da década de 1940; o Corpus Christi, com tapetes de serragem colorida confeccionados nas ruas dos bairros Santa Helena e Professores, pela Paróquia São Sebastião, bem como no distrito Senador Melo Viana pela Paróquia Santo Antônio; a Festa do Rosário, realizada na comunidade São José dos Cocais, com apresentações da Marujada; e a Festa das Marias e dos Josés, também em São José dos Cocais.
No dia 7 de setembro ocorrem as comemorações do Dia da Independência, com desfiles temáticos de escolas, instituições e igrejas do município, além de apresentações culturais e barraquinhas de comida. Ainda cabem ser ressaltadas as festas juninas, muitas vezes realizadas pelas escolas nos bairros. O artesanato das comunidades rurais também está entre as formas mais espontâneas da expressão cultural local. Normalmente é feito com materiais naturais encontrados na região e extraídos de plantas, como a palha de palmeira-indaiá, cabaça e sementes, além da presença de bordados e pintura em tecido, e vendido em feiras artesanais tradicionais na própria cidade.

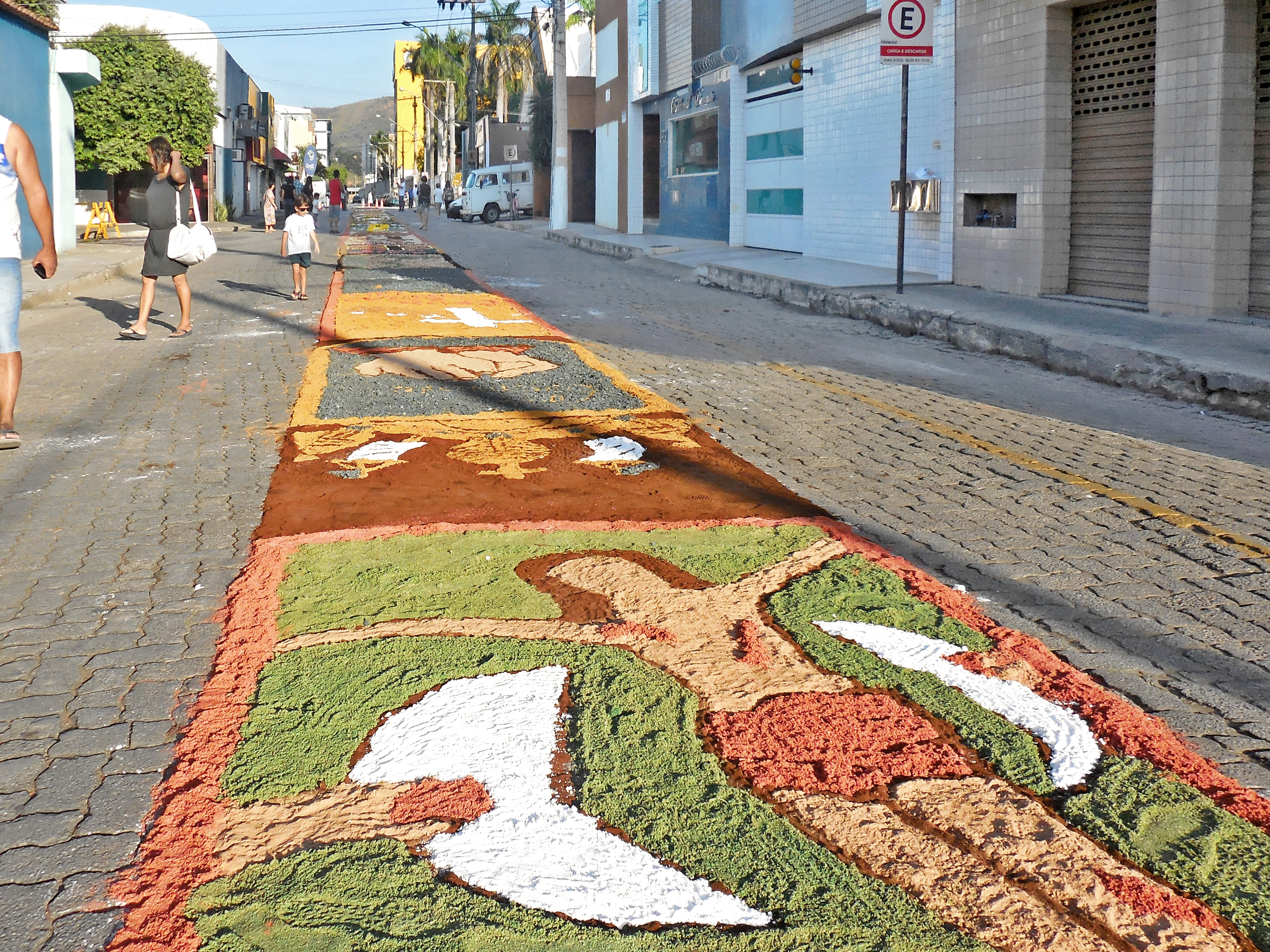
Tapetes de Corpus Christi da Paróquia São Sebastião no bairro dos Professores, preparados para a procissão.

Em relação à culinária, são pratos típicos o arroz carreteiro, feijão inteiro, mamões verdes refogados com carne moída, couve rasgada refogada com angu e taioba, além de farofa mineira. Outros destaques são: bananas verdes fritas, canjiquinha com costela de porco, frango caipira com broto de samambaia e ora-pro-nobis com angu e torresmo. Também são comuns doces como o de mamão e o canjicão. Cabe ser ressaltada a realização do Concurso Gastronômico Rota dos Sabores, que foi organizado pela primeira vez em 2005 e que visa a valorizar a culinária local, levando a população a eleger os melhores bares e restaurantes de Fabriciano. O encerramento é marcado por espetáculos musicais e uma praça de alimentação com pratos da culinária local. Historicamente, o Centro de Fabriciano concentrou entre as décadas de 60 e 80 dezenas de bares e restaurantes que agitaram a vida noturna fabricianense e atendiam aos trabalhadores das siderúrgicas locais, atraindo por vezes frequentadores até mesmo da capital mineira. Após a década de 1990, o fluxo observou uma considerável redução e migrou do Centro para a Avenida Magalhães Pinto.
Quanto às artes, o maior agente organizador é a prefeitura, que ocasionalmente fomenta atividades artísticas voltadas para a comunidade, com palestras, projeção de filmes, espetáculos musicais e teatrais e atividades de incentivo à leitura. A administração municipal também organiza ações integradas com o governo estadual e outras prefeituras e associações para fomento à cultura e às artes locais, e o Unileste, através de seus cursos superiores, promove seminários e outros eventos relacionados à arte. Outra instituição importante é o Centro Cultural Usiminas, que mesmo tendo sede em Ipatinga, tem uma abrangência regional e leva para Coronel Fabriciano uma programação diversificada. A cidade também conta com um Centro de Dança, cultivando os gêneros eruditos do balé clássico e contemporâneo, e ritmos populares como jazz, dança do ventre e Hip hop. A coordenadora Bia Antunes considera que a realização de espetáculos deste nível evidencia o amadurecimento de Coronel Fabriciano no cenário artístico regional.

### Esportes

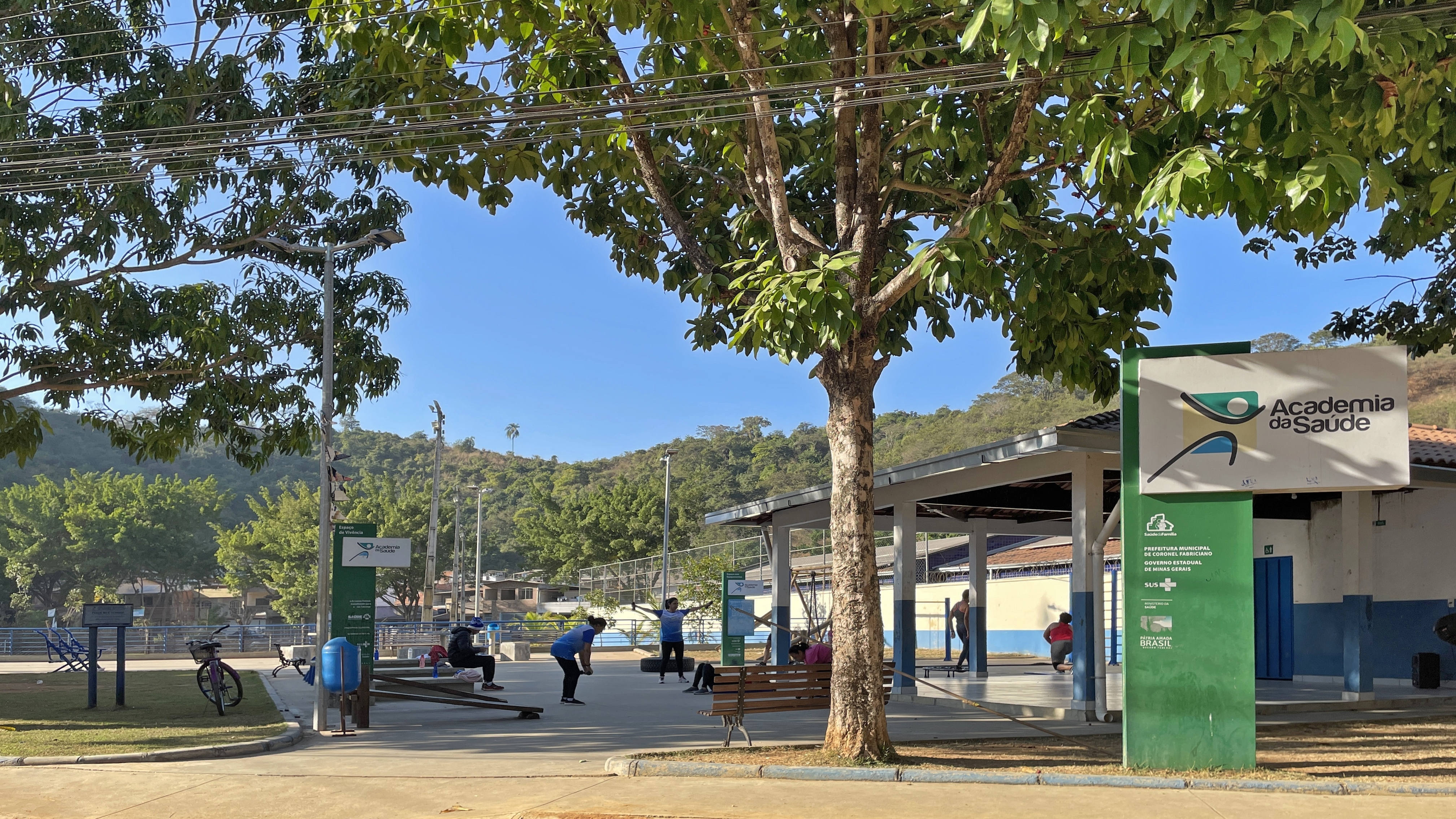
Academia ao ar livre no campo do Sílvio Pereira I

Na Serra dos Cocais ocorre a prática de esportes radicais, como escaladas, mountain bike, rapel e trekking, sendo também bastante comum a prática de automobilismo off-road, com veículos 4x4. O Jipe Clube local, Jipe Clube Vale do Aço, frequentemente organiza passeios de jipe e competições nas trilhas da Serra dos Cocais. Ocasionalmente, Coronel Fabriciano é anfitriã de etapas do Campeonato Mineiro de Rally de Regularidade.
O clube de futebol mais bem sucedido é o Social Futebol Clube, fundado em 1944. Embora o Social tenha se destacado por muitos anos no futebol amador local, a equipe raramente o disputa na atualidade, em qualquer categoria, devido a sua prioridade para o futebol profissional. Com isso, dentre as equipes com maior tradição no amadorismo podem ser ressaltados o Avante Esporte Clube e o Rosalpes, que estão entre os maiores vencedores do Campeonato Fabricianense. O Social administra o Estádio Louis Ensch, principal estádio da cidade, porém o campo também é usado com frequência por outros times em partidas importantes dos campeonatos intermediários. Ao mesmo tempo, o Estádio Josemar Soares, sede do Avante, no bairro São Domingos, é outro estádio com importância histórica e logística para as categorias amadoras. Além dos que foram citados, recorrentemente são utilizados para competições recreativas campos como do Mangueiras, no bairro homônimo, do Clube Atlético Florestal (CAF), no Belvedere, e do bairro Sílvio Pereira II.

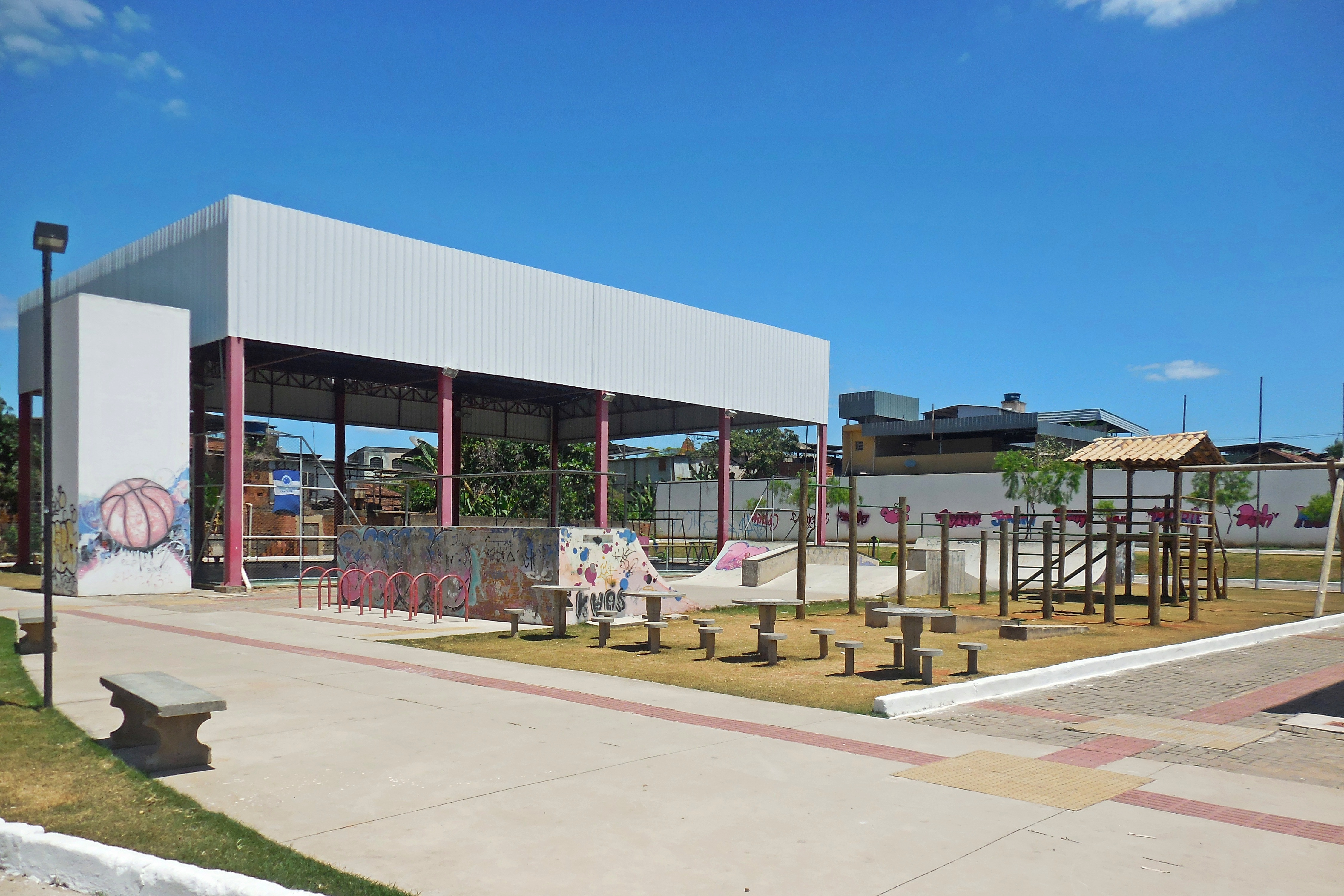
Centro de Artes e Esportes Unificados (CEUs) no Melo Viana

O Social Futebol Clube conta com uma equipe feminina, que foi criada em 2018 e que no mesmo ano conquistou a taça da primeira Copa do Vale do Aço de futebol feminino. Coronel Fabriciano também possui equipes, competições e/ou praticantes de modalidades como taekwondo, futsal, ginástica artística, balé, judô e corridas, que por vezes recebem fomento da iniciativa pública ou por meio de associações comunitárias. Os Jogos Escolares de Fabriciano (JEF), por sua vez, reúnem cerca de mil alunos de escolas públicas e particulares, que em alguns anos se enfrentam em partidas de diversos esportes, como basquete, handebol, vôlei e xadrez.
Também há vários locais (quadras ou ginásios) próprios para a prática de diversos esportes, como o Ginásio Leôncio Arantes (o Centro Social Urbano), no bairro Floresta, que ainda serve para organização de festas; o Centro Esportivo Aldir Castro Chaves, no bairro Universitário, que é particular e é administrado pelo Unileste; o Clube Casa de Campo (CCC), no bairro Santa Helena, que é um dos clubes mais antigos da cidade, fundado em 1966, e possui quadras de tênis, peteca e futsal, piscinas e campos de futebol; assim como as quadras esportivas que estão situadas em escolas públicas e particulares de vários bairros fabricianenses. No Melo Viana, o Centro de Artes e Esportes Unificados (CEUs) possui cerca de 5 mil m² e conta com pista de caminhada, quadra poliesportiva coberta, pista de skate e equipamentos de ginástica, além de cineteatro, biblioteca e playground.

### Feriados e símbolos
Em Coronel Fabriciano há quatro feriados municipais e oito feriados nacionais, além dos pontos facultativos. Segundo a prefeitura, os feriados municipais são: o dia da emancipação de Coronel Fabriciano e de São Sebastião (padroeiro do município), em 20 de janeiro; o Corpus Christi, que em 2025 é comemorado no dia 19 de junho; a Assunção de Nossa Senhora, em 15 de agosto; e o dia de finados, em 2 de novembro.
O município conta ainda com símbolos em caráter oficial, que são a bandeira e o brasão. A bandeira é constituída do brasão municipal centralizado em um retângulo branco. A engrenagem central do brasão, em amarelo, representa as indústrias; a cruz branca, dentro do triângulo vermelho, a saúde; o livro branco, dentro do triângulo azul, a educação; a tocha em azul e vermelho significa paz; os ramos verdes representam o milho e o café; e o lema em latim "Deus, Pax Et Prosperitas" significa Deus, Paz e Prosperidade. Em 2004, foi composta pelo ex-vereador e músico da Corporação Musical Nossa Senhora Auxiliadora, Clodomiro de Jesus, o Miro, falecido em 2022, a canção oficializada como hino de Coronel Fabriciano mediante a lei municipal nº 4.563 de 28 de junho de 2024.